# 명작 스캔들
《명작 스캔들》은 2011년 1월 8일부터 2012년 5월 20일까지 한국방송공사에서 방송되었던 시사 · 교양 프로그램이다.

## 개요
2010년 10월 19일 화요일 파일럿 프로그램으로 KBS 1TV에서 첫 선을 보이고 2011년 1월 8일 개편에 따라 KBS 2TV 토요일 밤 10시 10분에 정규방송으로 편성되었다. 파일럿 당시 모든 연령 시청가였으나, 정규 방송은 15세 이상 시청가이다. 2011년 봄 개편 때 KBS 1TV 화요일 밤 11시 40분으로 방송 시간이 바뀌면서 한때 본방송 시청이 불가능했었지만, 가을 개편 이후 일요일 오전 10시로 옮기게 되어 모든 지역에서 시청이 가능해졌다. 2012년 출연자가 김정운에서 김홍희로 바뀌었고 또, KBS 새노조 파업으로 인해 최원정 아나운서( ~ 2012년 3월 11일)에서 2012년 3월 18일부터 박영주 아나운서로 바뀌었지만 2012년 5월 20일에 부분 개편과 함께 시청률 부진과 제작비 문제로 1년 만에 종영되었다.

## 기획 의도
문화 프로그램이 가지고 있던 근엄함을 벗고 유쾌하면서도 어렵게만 느껴졌던 명작 속 숨은 이야기를 찾아내어 우리시대 최고의 입담꾼들이 맛있게 요리하는 문화 버라이어티 프로그램이다. 인문학적 소양과 문화적 감수성을 통해 우리의 시선으로 명작을 바라보고 해석하는 교양의 재미를 선사한다.

## 방송 시간
| 방송 채널 | 방송 기간                          | 방송 시간                             | 비고   |
| --------- | ---------------------------------- | ------------------------------------- | ------ |
| KBS 1TV   | 2010년 10월 19일                   | 화요일 밤 11:30 ~ 12:20 (50분)        | 파일럿 |
| KBS 1TV   | 2011년 5월 31일 ~ 2011년 11월 1일  | 매주 화요일 밤 11:40 ~ 12:25 (45분)   |        |
| KBS 1TV   | 2011년 11월 13일 ~ 2012년 5월 20일 | 매주 일요일 오전 10:00 ~ 11:00 (60분) |        |
| KBS 2TV   | 2011년 1월 8일 ~ 2011년 5월 28일   | 매주 토요일 밤 10:10 ~ 11:10 (60분)   |        |

## 방영 목록

### 2010년(파일럿)
| 순 | 회     | 방영일    | 주제                                                                                           | 패널                                    | 실연                              | 닫는 곡 |
| -- | ------ | --------- | ---------------------------------------------------------------------------------------------- | --------------------------------------- | --------------------------------- | ------- |
| 1  | 파일럿 | 10월 19일 | 최후의 만찬의 메뉴는 장어요리였다? 표절 논란에 휩싸인 명곡, 베토벤 교향곡 5번 ‘운명’의 운명은? | 김대오 이엘 이지선 (2007 미스코리아 진) | 2010 운명 (베토벤 곡/박종훈 편곡) |         |

### 2011년
| 순 | 회            | 방영일        | 주제 | 패널 | 실연 | 닫는 곡 |
| -- | ------------- | ------------- | --- | --- | --- | --- |
| 2  | 첫 번째       | 1월 8일       | 클림트의 '키스'는 흡혈귀 그림이다? 멘델스존 뒤에 유령 작곡가가 있었다?                                                       | 김대오, 이엘, 송경아 이건수                                                                                         | 노래의 날개 위에/멘델스존 작곡 성미경/더블베이스                                                           | 그리움 sehnsucht (파니 멘델스존 곡)                                                                                        |
| 3  | 두 번째       | 1월 15일      | 마네 ‘올랭피아’, 그림 속 매춘부는 사실 여류화가였다? 브람스의 '현악 6중주곡 제2번'에는 암호가 숨겨져 있다?                   | 이엘, 송경아, 유정우 이크종(카투니스트)                                                                             | 헝가리 무곡 5번_브람스 곡 바이올린/양고은, 기타/안형수                                                     | 현악 6중주 2번 Op. 36 String Sextet No. 2 in G major, Op. 36                                                               |
| 4  | 세 번째       | 1월 22일      | 혜원 신윤복의 '미인도'는 독으로 그려졌다? 라흐마니노프의 '피아노 협주곡 제2번'은 최면요법으로 탄생했다?                      | 김대오, 송경아 신동근(정신과 전문의), 이명옥 (사바나 미술관장)                                                      | 보칼리제 Op.34-14/라흐마니노프 첼로/양성원, 피아노/김영호                                                  | 첼로 소나타 g단조 Op.19 Piano Concerto No. 2 in C minor, Op. 18                                                            |
| 5  | 네 번째       | 1월 29일      | 산드로 보티첼리 '비너스의 탄생'에서 비너스는 폐결핵 환자였다? '환상교향곡' 작곡가 베를리오즈는 피아노를 칠 줄 몰랐다?        | 송경아, 유정우, 이엘 오한진 (가정의학과 전문의)                                                                     | 여름밤 中 '장미의 혼'_베를리오즈 크로스오버 가수/조용훈, 피아노/박수경                                     | 여름밤 Op.7, 2. 장미의 혼 Les nuits d'été, Op. 7, 2. Le spectre de la rose                                                 |
| 6  | 다섯 번째     | 2월 12일      | 에드가 드가 '스타(l'Etoile)' 속 검은 양복의 신사는 스폰서였다? 슈베르트 '마왕'은 슈베르트가 작곡한 곡이 아니다?              | 송경아 유정우 김주원 (발레리나), 이택광(문화평론가)                                                                 | 마왕[Erlkönig] Op.1 D.328_슈베르트 바리톤/최현수, 피아노/이지현                                            | 마왕 Op.1 D.328 Der Erlkönig, Op. 1 D. 328                                                                                 |
| 7  | 여섯 번째     | 2월 19일      | 뭉크의 ‘절규’는 여성에 대한 절규다? 베르디 오페라 ‘나부코’의 ‘히브리 노예들의 합창’은 이탈리아 독립 운동가였다?              | 송경아, 유정우, 이엘 박영택(미술평론가)                                                                             | 오라, 레위인이여!Vieni, o Levita_베르디 베이스/김형태, 피아노/기예린                                       | 오라, 레위인이여! Vieni, o Levita'                                                                                         |
| 8  | 일곱 번째     | 2월 26일      | '알비노니 아다지오’는 알비노니가 작곡하지 않았다? 안견 '몽유도원도'에는 살생부가 들어 있다?                                  | 송경아, 유정우, 이엘 이광표(문화재 전문기자)                                                                        | 현과 오르간을 위한 아다지오 G단조 코넷/안희찬                                                              | 현과 오르간을 위한 아다지오 G단조 Adagio for Organ and Strings in G minor                                                  |
| 9  | 여덟 번째     | 3월 5일       | 고갱의 ‘마리아를 경배하며’는 신성모독의 그림이다? 쇼팽의 연습곡, ‘이별의 곡’은 “애국”을 노래한 곡이다?                       | 송경아, 유정우, 이엘 심상용(동덕여대 교수/미술 평론가)                                                              | 쇼팽연습곡 Op.10의 제3번. E장조 피아노/이윤수                                                              | 쇼팽연습곡 Op.10의 제3번 E장조 Chopin Etudes Op 10 No 3 in E 'Tristesse'                                                   |
| 10 | 아홉 번째     | 3월 12일      | 얀 판 에이크의 <아르놀피니 부부의 초상>은 결혼증명서다? 생상스가 <동물의 사육제>중 ‘백조’만 발표한 이유는 '악플러' 때문이다? | 송경아, 유정우, 이엘 이건수(월간미술 편집장)                                                                        | 백조_생상스 첼로/심준호, 피아노/이윤수                                                                     | 백조〈동물의 사육제〉제13곡 Le carnaval des animaux XIII Le cygne                                                          |
| 11 | 열 번째       | 3월 19일      | ‘엘리제를 위하여’는 엘리제를 위한 곡이 아니다? 렘브란트의 ‘야경’은 야간순찰이 아니다?                                        | 송경아, 유정우 우정훈(크로스오버 가수), 박영택(경기대 교수/미술 평론가)                                             | 피아노 솔로를 위한 바가텔a단조'엘리제를 위하여_베토벤 피아노/진보라                                        | 바가텔 25번 A단조〈엘리제를 위하여〉 Bagatelle No. 25 in A minor〈Für Elise〉                                              |
| 12 | 열한 번째     | 3월 25일      | 에릭 사티 '짐노페디'는 최초의 BGM 이다? 르 꼬르뷔제 '롱샹성당'에는 게 껍데기가 숨어있다?                                     | 송경아, 유정우, 이엘 김광현(서울대 건축학과 교수)                                                                   | 짐노페디 1번_에릭 사티 피아노/박종훈                                                                       | 짐노페디 1번 느리고 비통하게 gymnopedies la 1 ere. lent et douloureux                                                      |
| 13 | 열두 번째     | 4월 2일       | 피터르 브뤼헐 ‘네덜란드 속담’에는 우리나라 속담도 있다? 조아키노 로시니 ‘세비야의 이발사, 서곡’은 재활용 곡이다?             | 송경아, 유정우, 이엘 노성두(서양미술사학자)                                                                         | 오페라<세비야의 이발사>중 '나는 거리의 만물박사'_로시니 바리톤/서정학, 피아노/안성진                       | 세비야의 이발사, 서곡 Il barbiere di Siviglia, Ouverture                                                                   |
| 14 | 열세 번째     | 4월 9일       | 모차르트 <마술피리>에는 비밀결사단체 '프리메이슨'의 상징이 숨겨져 있다? 모차르트는 <마술피리> 때문에 죽었다?                 | 송경아, 유정우, 이엘 진형준(프리메이슨 비밀의 저자)                                                                 | 오페라<마술피리>중 '지옥의 복수심에 불타고'_모짜르트 소프라노/김수연, 피아노/김문선                        | 지옥의 복수심에 불타고 Der Hölle Rache kocht in meinem Herzen                                                              |
| 15 | 열네 번째     | 4월 16일      | 고야의 ‘옷을 입은 마하’는 고야의 애인을 그린 그림이 아니다? 브람스의 ‘헝가리 무곡’은 브람스의 곡이 아니다?                   | 송경아, 유정우 이헌석(음악 평론가),정연심(홍익대학교 교수)                                                          | 헝가리무곡 5번_브람스 피아노/윤유진, 오윤주                                                                | 헝가리무곡 5번 ungarischer Tanz Nr. 5                                                                                      |
| 16 | 열다섯 번째   | 4월 23일      | 빈센트 반 고흐의 그림 '까마귀가 나는 밀밭'은 그의 유서다? 구노의 '아베마리아'는 바흐의 '프렐류드 1번'을 표절했다?            | 송경아, 이엘 이헌석(음악 평론가), 하계훈(미술평론가, 단국대교수)                                                    | 구노_아베마리아 첼로/이숙정, 피아노/황보영                                                                 | 아베 마리아 Ave Maria |
| 17 | 열여섯 번째   | 4월 30일      | 로베르 두아노의 ‘시청 앞에서의 키스’는 연출된 사진이다? 헨델의 ‘수상 음악’은 왕에게 아부하기 위한 곡이다?                    | 송경아, 유정우, 이엘 조선희(사진 작가)                                                                              | 헨델_<수상음악>중 '알라 혼파이프' 조이오브스트링스                                                         | 알라 혼파이프, F 장조 모음곡, HWV 348번 Alla Hornpipe Suite in F major, HWV 348                                            |
| 18 | 열일곱 번째   | 5월 7일       | 프랭크 봄 '오즈의 마법사'는 '쩐의 전쟁'을 상징한다? '용주사 대웅전 후불탱화'는 김홍도가 그렸다?                              | 송경아, 이엘 이광표(동아일보 문화재전문기자), 곽수종(삼성경제연구소 수석연구원), 이분희 (불교중앙박물관 학예실팀장) | Over the rainbow_오즈의마법사ost 중 작곡/Harold Arlen, 작사/ E.Y. Harburg. 노래/김소현                     | 우리는 마법사를 만나러가는 길이죠 (삼중주) We're off to See the Wizard (Trio)                                              |
| 19 | 열여덟 번째   | [[[5월 14일]] | 피카소의 <게르니카>에는 두 여인의 사랑싸움도 있다? 푸치니의 <라보엠>은 친구의 아이디어에서 작곡되었다?                       | 유정우, 이엘 정연심(홍익대교수), 권근영(중앙일보 기자)                                                              | 푸치니_오페라<라보엠>중'그대의 찬 손' 노래/이엘, 피아노/오세윤                                             | 그대의 찬 손 Che gelida manina                                                                                             |
| 20 | 열아홉 번째   | 5월 21일      | 요하네스 페르메이르 '진주 귀고리를 한 소녀'는 가공의 인물이었다? 바흐 '골드베르크 변주곡'은 불면증치료제였다?                | 송경아, 유정우 노영두(서양미술사학자), 이헌석(음악평론가)                                                           | 바흐_골든베르크 변주곡 BWV988 中 아리아 피아노/이윤수                                                      | 골든베르크 변주곡 BWV988, 1. 아리아 Goldberg Variations, BWV 988, 1. Aria                                                  |
| 21 | 스무 번째     | 5월 28일      | 모리스 라벨의 ‘볼레로’는 볼레로가 아니다? 김명국의 ‘설중귀려도(雪中歸驢圖)’는 취중에 그린 그림이다?                          | 송경아, 유정우 김상철(미술평론가), 이광표(동아일보 문화재 전문기자)                                                 | 볼레로_모리스 라벨 바이올린/신현수, 피아노/안성민                                                          | 볼레로 Boléro |
| 22 | 스물한 번째   | 5월 31일      | 자크 루이 다비드 '알프스를 넘는 나폴레옹'은 조작된 그림이다? 요한 슈트라우스2세의 '아름답고 푸른 도나우'는 없다?             | 송경아, 이엘, 유정우 신상철(경희대대학원 문화예술경영학과 교수)                                                     | 아름답고 푸른 도나우_요한슈트라우스2세 바이올린/양고운·임지윤, 비올라/문명환 첼로/김민지 더블베이스/심혜원 | 아름답고 푸른 도나우 Op. 314 An der schönen blauen Donau, Op. 314                                                          |
| 23 | 스물두 번째   | 6월 7일       | 카라바조의 골리앗의 머리를 든 다윗은 화가의 자화상이다? 베르디의 ‘리골레토’는 검열에서 살아남았다?                           | 송경아, 이엘, 유정우 윤익영(미술평론가. 창원대 미술학과 교수)                                                       | 베르디_오페라<리골레토>中 '여자의 마음' 테너/신동호, 피아노/김도연                                         | They 명작 스캔들 테마곡 |
| 24 | 스물세 번째   | 6월 14일      | 슈만의 <교향곡 제 4번>은 결혼 찬가다?                                                                                        | 송경아, 이엘, 유정우 이헌석(음악평론가)                                                                             | 슈만_어린이정경 Op.15 중 제7곡 트로이메라이 피아노/임동민                                                  | 교향곡 제4번 D단조 Op.120, 제2악장 사랑스럽게. 매우 느리게 Symphony No.4 in D minor, Op.120, II. Romanze. Ziemlich langsam |
| 25 | 스물네 번째   | 6월 28일      | 유재하의 <사랑하기 때문에>는 방송불가 곡이었다?                                                                              | 송경아, 이엘 강헌(음악평론가), 이택광(경희대교수, 대중문화평론가)                                                   | 사랑하기 때문에_유재하 바이올린/양고운, 첼로/허철, 클라리넷/계희정, 플루트/이주희, 호른/이석준             | 사랑하기 때문에 |
| 26 | 스물다섯 번째 | 7월 5일       | 윤두서 '자화상'에는 귀가 없다? '이별의 노래'는 박목월 시집에 없다?                                                           | 김상철(미술평론가), 이광표(동아일보 문화재전문기자), 김갑수(시인, 미술평론가), 리사(가수, 뮤지컬배우)               | 이별의 노래_박목월 시, 김성태 곡 소프라노,이지은/피아노,제갈소망                                           | 이별의 노래 |
| 27 | 스물여섯 번째 | 7월 12일      | '물랭 드 라 갈레트의 무도회'를 그리기 위해 르누아르는 경품을 사용했다?                                                       | 유정우 심상용(동덕여대 교수), 이여영(프리랜서 기자), 김홍기(패션 큐레이터)                                          | 요한 슈트라우스 2세_피치카토폴카 피아노/이지영                                                             | 샴페인 폴카 op.211 Champagner-Polka (Champagne Polka) Op.211                                                               |
| 28 | 스물일곱 번째 | 7월 19일      | 로드리고 '아랑후에스 협주곡'은 아내를 위한 기도곡이다?                                                                       | 송경아, 이엘, 유정우 이헌석(음악평론가)                                                                             | 호아킨 로드리고_<아랑후에스 협주곡>2악장 '아다지오' 中에서 이준호 편곡 / 기타:이준호 / 까혼:라울           | 아랑후에스 협주곡 2악장 아다지오 Concierto de Aranjuez II. Adagio                                                          |
| 29 | 스물여덟 번째 | 7월 26일      | 루벤스의 ‘시몬과 페로’는 유럽판 심청전이다? 사라사테의 ‘치고이너바이젠’은 자기 자랑을 위한 곡이다?                           | 송경아, 이엘, 유정우 박영택(경기대교수, 미술평론가)                                                                 | 사라사테_치고이너바이젠 바이올린/김윤희 피아노/김재희                                                      | 치고이너바이젠 (집시의 노래), Op. 20 Zigeunerweisen (Gypsy Airs), Op. 20                                                   |
| 30 | 스물아홉 번째 | 8월 2일       | 산울림 ‘아니 벌써’는 아니 벌써가 아니다?                                                                                     | 송경아 강헌(음악평론가), 오지혜(배우), 김갑수(시인, 미술평론가)                                                     | 아니 벌써_김창완 작곡·작사 연주/크라잉넛                                                                   | 아니 벌써 |
| 31 | 서른 번째     | 8월 9일       | 신윤복의 '월하정인'의 달은 부분 월식이다?                                                                                    | 송경아, 유정우 김상철(미술평론가), 이광표(동아일보 문화재전문기자)                                                  | 드뷔시_달빛 피아노/조재혁                                                                                  | 달빛 Clair de Lune |
| 32 | 서른한 번째   | 8월 23일      | 벨라스케스의 <시녀들>에는 거울의 비밀이 있다?                                                                                | 송경아, 이엘 이헌석(음악 평론가), 박영택(경기대 교수/미술 평론가)                                                   | 모리스 라벨_죽은 왕녀를 위한 파반느 피아노/박종훈                                                          | 죽은 왕녀를 위한 파반느 Pavane pour une infante défunte for piano op.19                                                    |
| 33 | 서른두 번째   | 8월 30일      | 부셰의 ‘퐁파두르 후작부인’ 초상은 홍보용 화보다? 박태준의 ‘동무생각’의 동무는 동무가 아니다?                                 | 송경아 김갑수(시인, 미술평론가), 임승휘(선문대 역사학과 교수), 김영호(중앙대 예술대학 교수)                         | 동무생각_곡/박태준 시/이은상 바리톤/여현구 피아노/천혜미                                                   | 동무생각 |
| 34 | 서른세 번째   | 9월 6일       | ‘목포의 눈물’은 일본 경찰을 속이고 만든 노래다?                                                                              | 송경아 김갑수(시인, 문화평론가), 강헌(음악평론가) 장유정(단국대 교수)                                               | 목포의 눈물 작사/문일석 작곡/손목인 노래/말로 피아노/민경인 색소폰/유승철                                  | 목포의 눈물 |
| 35 | 서른네 번째   | 9월 13일      | ‘서당’의 훈장은 성경 속 메시아다?                                                                                            | 송경아 이엘 이광표(동아일보 기자), 김상철(미술평론가)                                                               | 줄풍류 하늘천 따지_이영조 바이올린/이성주 & 조이 오브 스트링스                                             | 생도청의 아침 (Korean Classical Ver.)                                                                                      |
| 36 | 서른다섯 번째 | 9월 20일      | 브레송, '결정적 순간'에서 결정적 순간은 두 가지이다?                                                                         | 이엘 유정우 김홍희(사진 작가), 나비드(가수 · 작사가)                                                                | 빗방울 전주곡_쇼팽 피아노/차하루 아이자와                                                                  | 전주곡 15번, Op.28-15《빗방울전주곡》 Preludes Op. 28 : No. 15 in D flat major (Sostenuto)                                 |
| 37 | 서른여섯 번째 | 9월 27일      | 비제의 오페라 ‘카르멘’에는 죽음의 저주가 있다?                                                                               | 송경아, 이엘, 유정우 이헌석(음악 평론가)                                                                            | 비제의 오페라<카르멘> 중 '하바네라' 소프라노/이지은, 피아노/제갈소망                                       | 꽃의 노래 Air de Fleur |
| 38 | 서른일곱 번째 | 10월 11일     | 일본 국보 이도다완에는 죽음의 저주가 있었다?                                                                                 | 송경아, 유정우 이광표(동아일보 문화부 기자), 방병선(고려대 고고미술사학과 교수),                                    | - | From Ancient - 흙의 전설 - The Legend Of Earth                                                                             |
| 39 | 서른여덟 번째 | 10월 18일     | 스페인 ‘성가족성당’에는 가우디코드가 있다?                                                                                   | 이엘 나비드(가수 · 작사가), 오영욱(건축가 · 여행작가), 김광현(서울대 건축학과 교수)                                 | - | |
| 40 | 서른아홉 번째 | 10월 25일     | <예스터데이>는 비틀즈의 해체 후 싱글로 발매되었다?                                                                           | 송경아, 이엘 강헌(음악평론가), 이헌석(음악 평론가)                                                                  | Yesterday_비틀즈 가이아 콰르텟                                                                             | Yesterday |
| 41 | 마흔 번째     | 11월 1일      | 정선의 ‘인왕제색도’는 ‘제망우가(祭亡友歌)’다?                                                                                | 송경아, 이엘 김상철(미술평론가), 이광표(동아일보 문화재 전문기자)                                                   | - | 웨딩드레스 Main Title |
| 42 | 마흔한 번째   | 11월 10일     | ‘가나가와의 큰 파도’는 후지산을 그린 그림이다?                                                                               | 송경아, 유정우 이광표(동아일보 문화재 전문기자), 강병직(한국교육개발원 연구원 · 미술교육학박사)                     | 드뷔시_<목판화> 제3곡 '비오는 정원' 피아노/이윤수                                                          | 목판화 제3곡 '비오는 정원' Estampes - 3. Jardins sous la pluie                                                             |
| 43 | 마흔두 번째   | 11월 20일     | <죽음과 소녀>는 에곤 실레 자신의 이별이야기다?! <죽음과 소녀>는 슈베르트 생전에 전 악장이 연주된 적이 없다?!                 | 송경아, 이엘, 유정우 박영택(경기대 교수)                                                                            | 슈베르트 현악4중주 제14번 d장조 2악장 가이아 콰르텟                                                        | 현악4중주 제14번 d장조 D. 810 "죽음과 소녀" 3악장 String Quartet No. 14 in D minor D. 810 "Death and the Maiden" 3. Presto |
| 44 | 마흔세 번째   | 11월 27일     | <삼미신>에는 루벤스의 아내가 있다?! 엘가의 <위풍당당 행진곡>은 참전 선동가였다?!                                             | 송경아, 이엘, 유정우 박영택(경기대 교수/미술 평론가)                                                                | 엘가_혁명과 영광의 땅 테너/강신수_피아노/박예은                                                            | 희망과 영광의 나라 Land of hope and glory                                                                                  |
| 45 | 마흔네 번째   | 12월 4일      | 밀레 <만종>의 감자바구니는 아기 무덤이다? 채동선의 <고향>은 ‘고향’이 아니었다?                                               | 유정우 나비드(가수 · 작사가), 김갑수(시인, 문화평론가), 박영택(경기대 교수/미술 평론가)                             | 고향_1933/ 채동선 작곡, 정지용 작사 소프라노/김수연_피아노/필립 리차드슨 (Philipp Richardsen)              | 고향 |
| 46 | 마흔다섯 번째 | 12월 10일     | 베토벤 교향곡 9번 4악장 <환희의 송가>은 왕에게 아부하기 위해 만든 곡이다? 김정희의 ‘세한도(歲寒圖)’는 탄원서였다?            | 송경아, 유정우 이헌석(음악 평론가), 이광표(동아일보 문화재전문기자)                                                 | - | 교향곡 제9번《합창》 4악장 Symphony No.9 in D minor, Op.125 "Choral" IV. Finale: Presto - Allegro Assai                    |
| 47 | 마흔여섯 번째 | 12월 18일     | <로스하우스>는 불법 건물이었다? <명태>는 발표 10년 후에야 세상에 알려졌다?                                                   | 송경아, 유정우 김갑수(시인, 문화평론가), 김광현(서울대 건축학과 교수)                                               | 명태_1951 양명문 시 · 변훈 곡 / 베이스/전준한                                                              | before the rain |
| 48 | 마흔일곱 번째 | 12월 25일     | 고흐가 귀를 자른 것은 <고갱의 의자> 때문이다?! 카치니 <아베마리아>는 카치니 곡이 아니다?!                                    | 송경아, 유정우 이헌석(음악 평론가),정연심(홍익대학교 미대 교수)                                                     | - | 아베 마리아Ave Maria |

- 회차의 굵은 글씨는 "시청자DAY"입니다.
- 고정 패널 : 송경아(모델), 이엘(성악가/테너), 유정우(음악 칼럼니스트/흉부외과 전문의)

### 2012년
| 순 | 회            | 방영일   | 주제 | 패널 | 실연 | 닫는 곡                                                                                     |
| -- | ------------- | -------- | --- | --- | --- | ------------------------------------------------------------------------------------------- |
| 49 | 마흔여덟 번째 | 1월 8일  | 특집음악회 명/스/콘/서/트/ 약속                                                                                    | 애니메이션〈매직스워드〉中 프레이어 테너/이엘, 가이아콰르텟, 피아노/오세윤 피아졸리 리베르탱고 카이아콰르텟 쇼팽 녹턴2번 Op.9-2 피아노/이윤수 발레리나/오누리 비토리오 몬티 차르다시 바이올린/신현수, 피아노/조재혁 베르디 오페라〈리골레토〉中 그리운 그 이름 소프라노/김수연, 피아노/필립 리차드슨 (Philipp Richardsen) 슈베르트 마왕 바리톤/최연수, 피아노/이지현 바흐 아리오소 첼로/양성원 피아노/야마구치 히로야끼 리스트 헝가리안 랩소디 6번 피아노/서혜경 로드리고 '아랑후에 협주곡' 테마 노래/조영남, 기타/김재학 정지용 시·김희갑 작곡 향수 노래/조영남·김정운, 기타/이윤수 | 애니메이션〈매직스워드〉中 프레이어 테너/이엘, 가이아콰르텟, 피아노/오세윤 피아졸리 리베르탱고 카이아콰르텟 쇼팽 녹턴2번 Op.9-2 피아노/이윤수 발레리나/오누리 비토리오 몬티 차르다시 바이올린/신현수, 피아노/조재혁 베르디 오페라〈리골레토〉中 그리운 그 이름 소프라노/김수연, 피아노/필립 리차드슨 (Philipp Richardsen) 슈베르트 마왕 바리톤/최연수, 피아노/이지현 바흐 아리오소 첼로/양성원 피아노/야마구치 히로야끼 리스트 헝가리안 랩소디 6번 피아노/서혜경 로드리고 '아랑후에 협주곡' 테마 노래/조영남, 기타/김재학 정지용 시·김희갑 작곡 향수 노래/조영남·김정운, 기타/이윤수 | -                                                                                           |
| 50 | 마흔아홉 번째 | 1월 15일 | 피터르 브뤼헐의 <눈 속의 사냥꾼>에는 기상이변이 담겨 있다? 말러 <대지의 노래>는 액(厄)막이를 위해 붙인 제목이다?   | 송경아, 유정우 이주은(성신여대 교수), 이헌석(음악평론가) | 말러_대지의 노래 중 6악장 '고별' 바리톤/박흥우 피아노/이영주 | -                                                                                           |
| 51 | 쉰 번째       | 1월 22일 | 김홍도의 <송하맹호도(松下猛虎圖)>는 김홍도만의 작품이 아니다? 구전 민요 <아리랑>이 미국에서 찬송가로 불린 사연은 ? | 송경아, 유정우 김상철(미술평론가), 유은선(국립국악원 연구실장) | 아리랑_고양시립소년소녀합창단 지휘/임진순, 반주/이현정 | 아리랑 소나타 피아노/김철웅                                                                 |
| 52 | 쉰한 번째     | 1월 29일 | 신사임당 <수박과 들쥐>에는 자궁이 그려져 있다? 쇼팽 <녹턴 20번>은 녹턴이 아니었다?                                 | 송경아, 유정우 김상철(미술평론가), 이광철(동아일보 기자) | 쇼팽_녹턴20번 C#단조 피아노/임동혁 | -                                                                                           |
| 53 | 쉰두 번째     | 2월 5일  | <종묘>는 440년 동안 지어졌다? 시 <향수>는 노래로 세 번이나 만들어졌다?!                                            | 송경아, 유정우 김광현(서울대 건축학과 교수), 김갑수(문화평론가) | 향수_정지용 시 |                                                                                             |
| 54 | 쉰세 번째     | 2월 12일 | 들라크루아의 <민중을 이끄는 자유의 여신>속 주인공은 매춘부다? 파가니니의 <라 캄파넬라>는 악마의 종소리다?          | 송경아 이헌석(음악 평론가), 박영택(미술평론가), 이지영(음악칼럼리스트) | 파가니니_바이올린 협주곡 제2번 b단조 Op.7 중 3악장 론도 바이올린/양승희 피아노/문성재 | 바이올린 협주곡 제2번 b단조 Op.7 3악장 론도 Violin Concerto No. 2 in B minor, Op. 7 3.Rondo |
| 55 | 쉰네 번째     | 2월 19일 | 요하네스 페르메이르 <회화의 기술>에는 구멍이 있다? 신중현의 <미인>은 비매품 앨범이었다?                            | 송경아 이헌석(음악 평론가), 박영택(미술평론가, 경기대 교수), 강헌(음악 평론가) | 미인_작사·작곡 신중현 노래/강산에 기타/송홍섭 기타/신윤철 드럼/신석철 | -                                                                                           |
| 56 | 쉰다섯 번째   | 2월 26일 | 라파엘로 <시스티나의 성모>는 장례식장용 그림이다? 드보르작의 <유모레스크>에는 기차소리가 숨어있다?                 | 송경아, 유정우 이헌석(음악 평론가), 정연심(홍익대 예술학과 교수) | 드보르자크 유모레스크 Op.101 No.7 피아노/박종훈 바이올린/민유경 | 유머레스크 Op.101 7번Humoresque Op. 101 No. 7                                               |
| 57 | 쉰여섯 번째   | 3월 4일  | <판테온>은 인간의 무덤이다? 오페라 <투란도트> 원작에는 ‘류’가 없다?                                                | 송경아, 유정우 김광현(서울대 건축학과 교수), 이헌석(음악 평론가) | 푸치니_오페라〈투란도트〉中 '아무도 잠들지 못하리' 테너/하석배, 피아노/은빛나 | 아무도 잠들지 못하리 Nessun Dorma                                                           |
| 58 | 쉰일곱 번째   | 3월 11일 | 로댕의<칼레의 시민>은 칼레 시민들을 화나게 했다? 차이콥스키의 <비창>은 그의 죽음을 예견했다?                       | 송경아, 유정우 박영택(경기대교수/미술평론가), 이헌석(음악 평론가) | - | 교향곡 6번 b 단조 Op. 74 “비창” The Symphony No. 6 in B minor, Op. 74, Pathétique           |
| 59 | 쉰열덟 번째   | 3월 18일 | 최북의 <풍설야귀인(風雪夜歸人)>은 손으로 그렸다? 가곡 <보리밭>은 ‘보리밭’이 아니었다?                              | 송경아 유정우 김상철(미술평론가.동덕여대 교수), 이광표(동아일보 기자), 이택광(문화평론가.경희대 교수) | 보리밭_박화목 詩 윤용하 曲 바리톤/최연수 피아노/김도석 | 보리밭                                                                                      |
| 60 | 쉰아홉 번째   | 3월 25일 | 보티첼리의 <프리마베라>에는 허파가 있다?                                                                           | 송경아 유정우 이헌석(음악 평론가), 정연심(홍익대 예술학과 교수) | - | 봄의 소리 왈츠 op.410 Die Fruhlingsstimmen Op.410                                           |
| 61 | 예순 번째     | 4월 1일  | <지(智),감(感),정(情)>은 佛畵(불화)다? 가곡 <가고파>는 2부작이다?!                                                 | 송경아 이헌석(음악 평론가), 박영택(미술평론가.경기대 교수), 이광표(동아일보 기자), 김갑수(문화평론가) | 가고파_1933 이은상 작시 김동진 작곡 바리톤/신금호 피아노/남기혜 | 가고파                                                                                      |
| 62 | 예순한 번째   | 4월 15일 | 쿠르베의 <오르낭의 매장>에는 주인공이 없다? 한대수의 <물 좀 주소>는 어머니에게 쫓겨난 후 작곡되었다?               | 송경아 이헌석(음악 평론가), 박영택(미술평론가), 김갑수(문화평론가) | 물좀주소_1974 작사·작곡 한대수 노래/이한철 퍼커션/곽지웅 | -                                                                                           |
| 63 | 예순두 번째   | 4월 29일 | 김수근의 <경동교회>는 ‘모태공간’이다?                                                                              | | |                                                                                             |

- 회차의 굵은 글씨는 "시청자DAY"입니다.
- 고정 패널 : 송경아(모델), 이엘(성악가/테너), 유정우(음악 칼럼니스트/흉부외과 전문의)

## 갤러리

### 명화

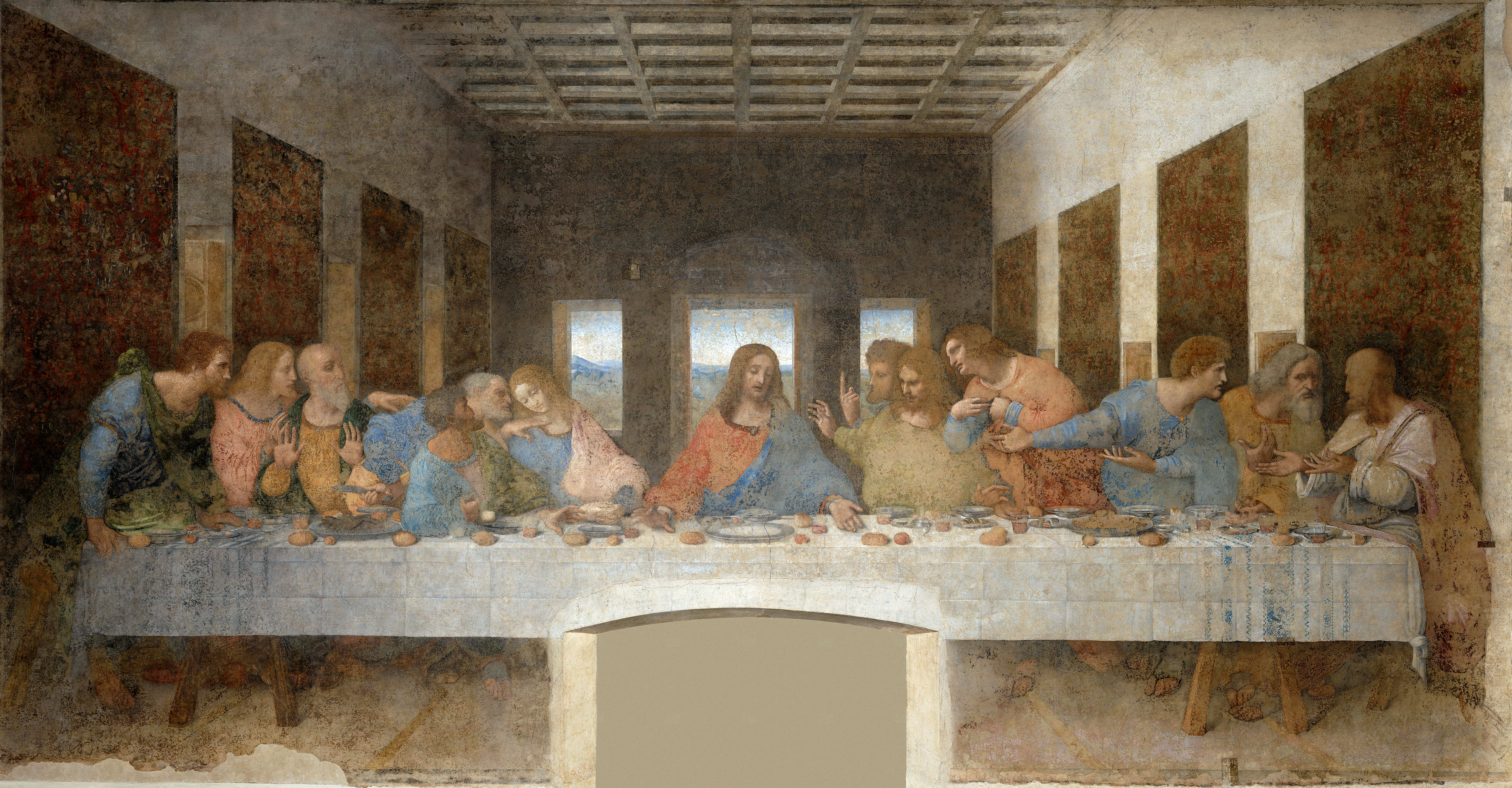
파일럿, 최후의 만찬
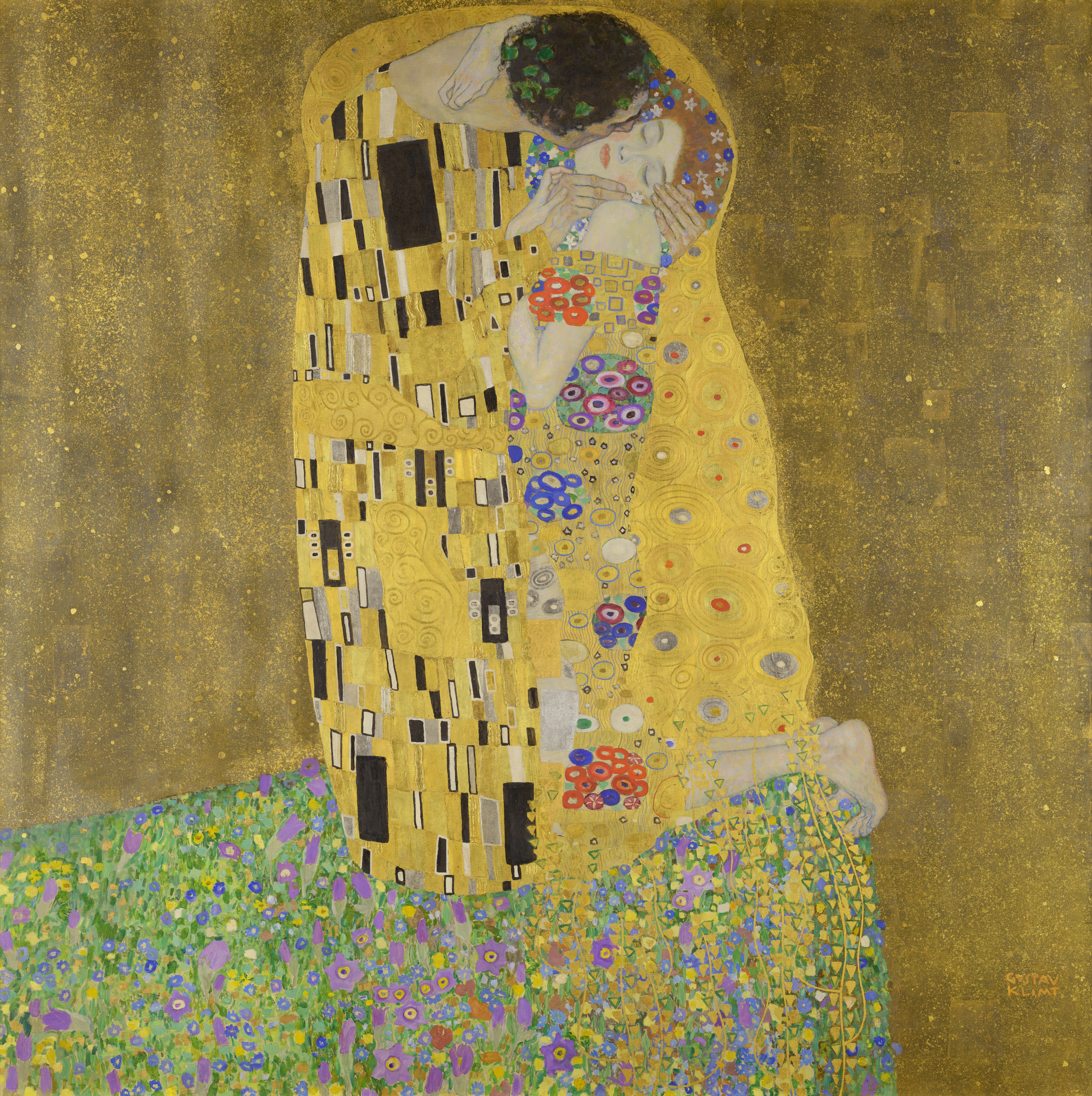
첫 번째 스캔들, 키스
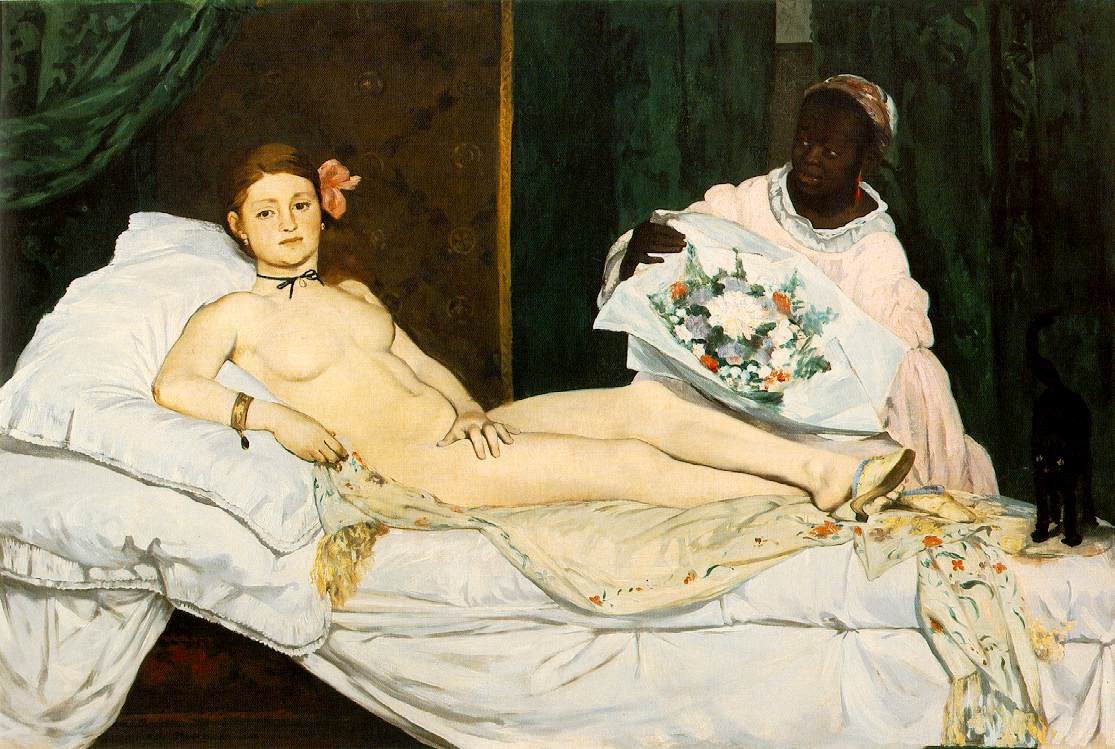
두 번째 스캔들, 올랭피아
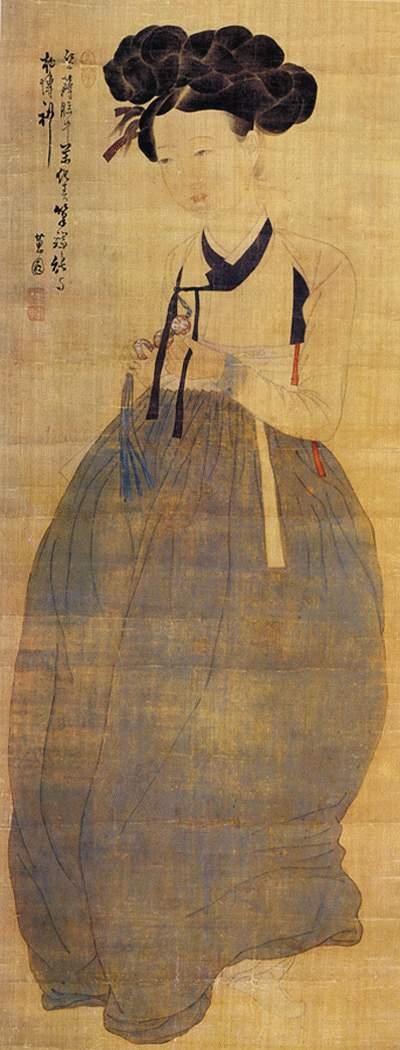
세 번째 스캔들, 미인도
네 번째 스캔들,비너스의 탄생
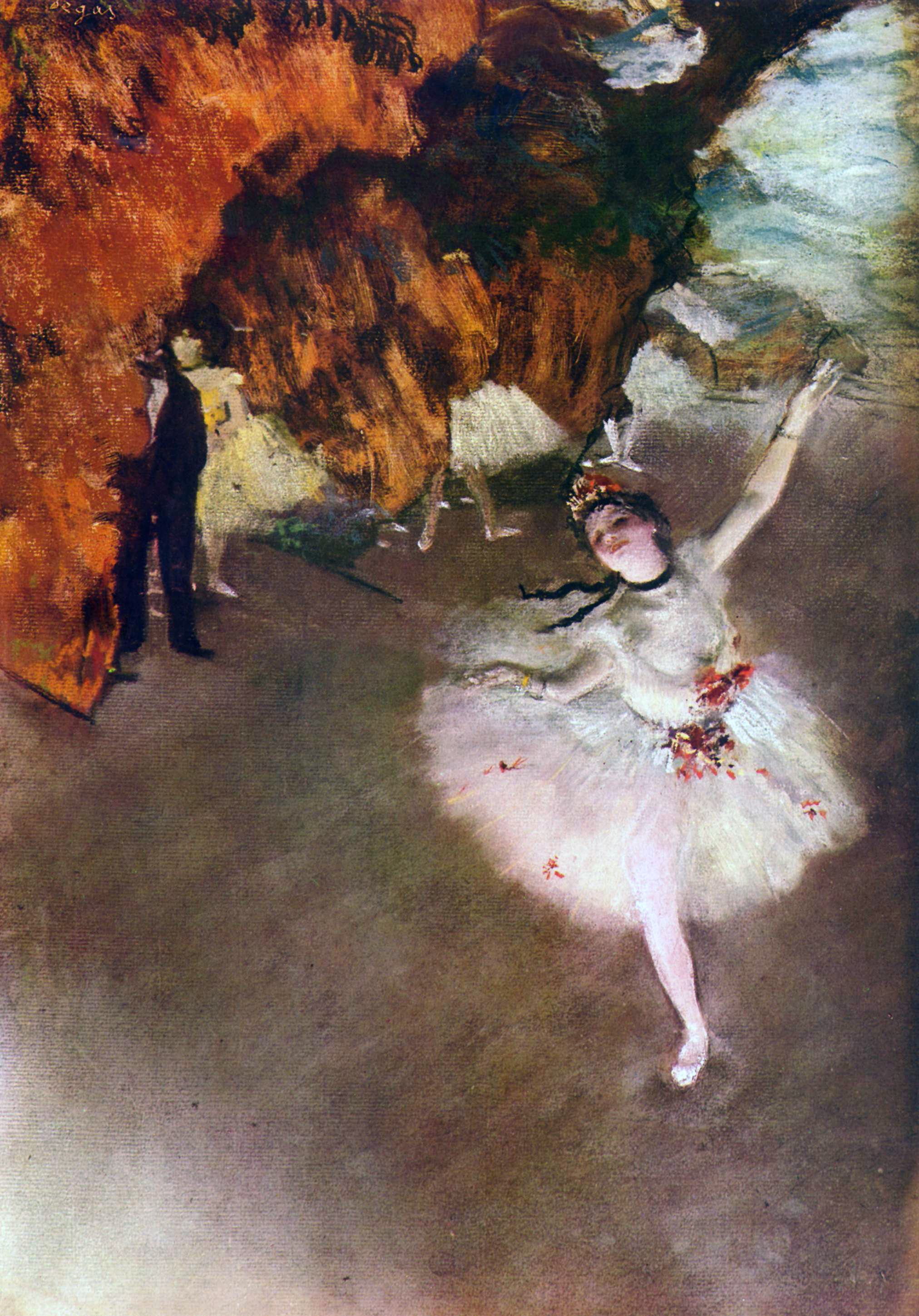
다섯 번째 스캔들, 스타
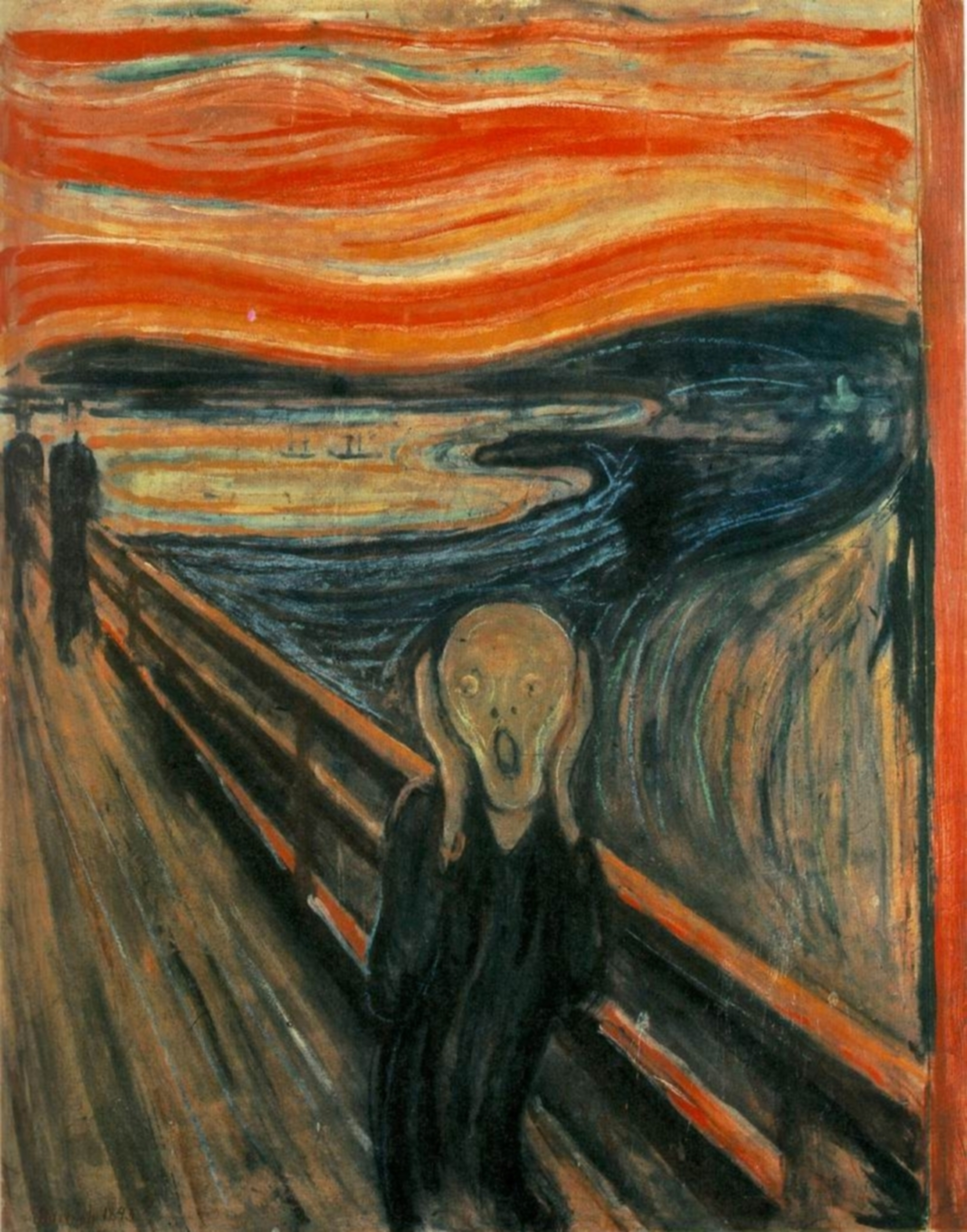
여섯 번째 스캔들, 절규
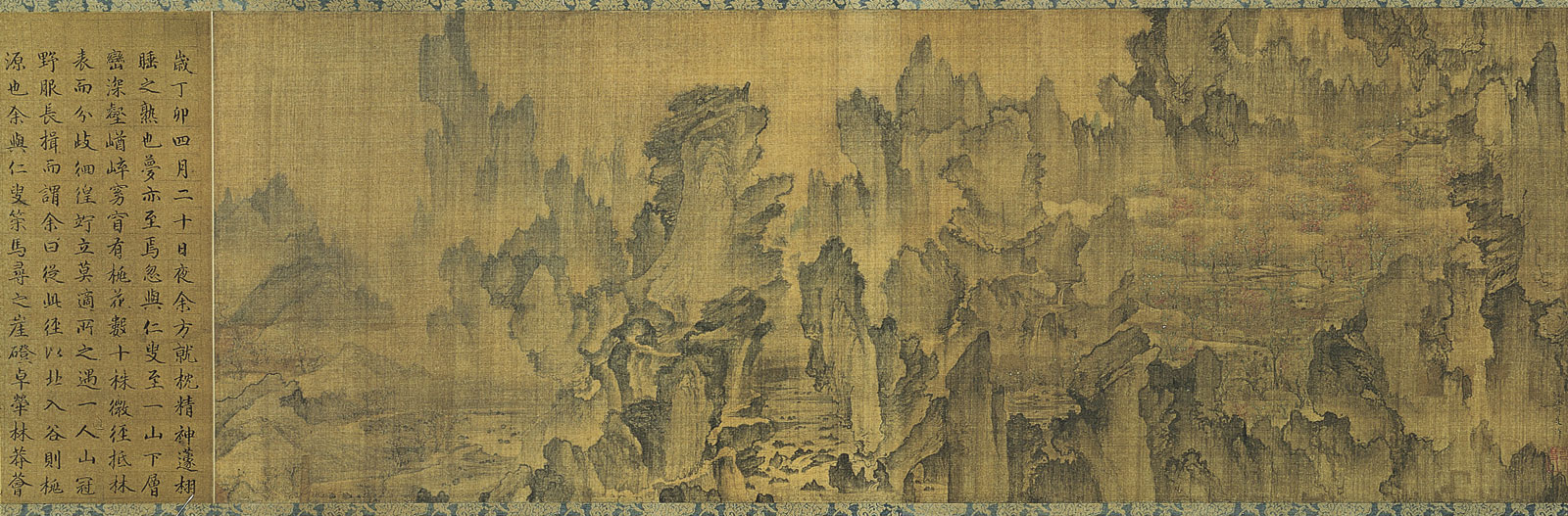
일곱 번째 스캔들, 몽유도원도
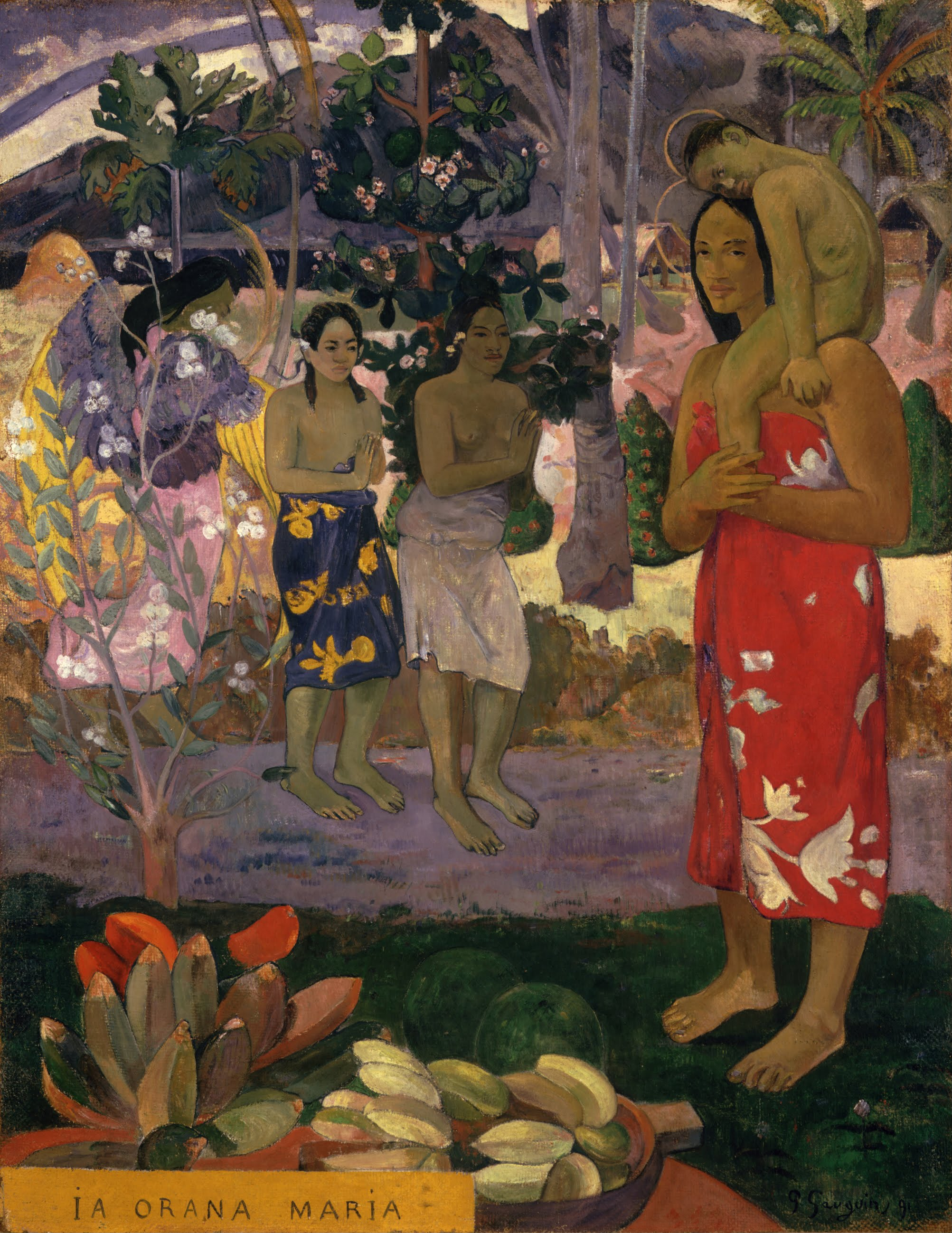
여덟 번째 스캔들, 마리아를 경배하며
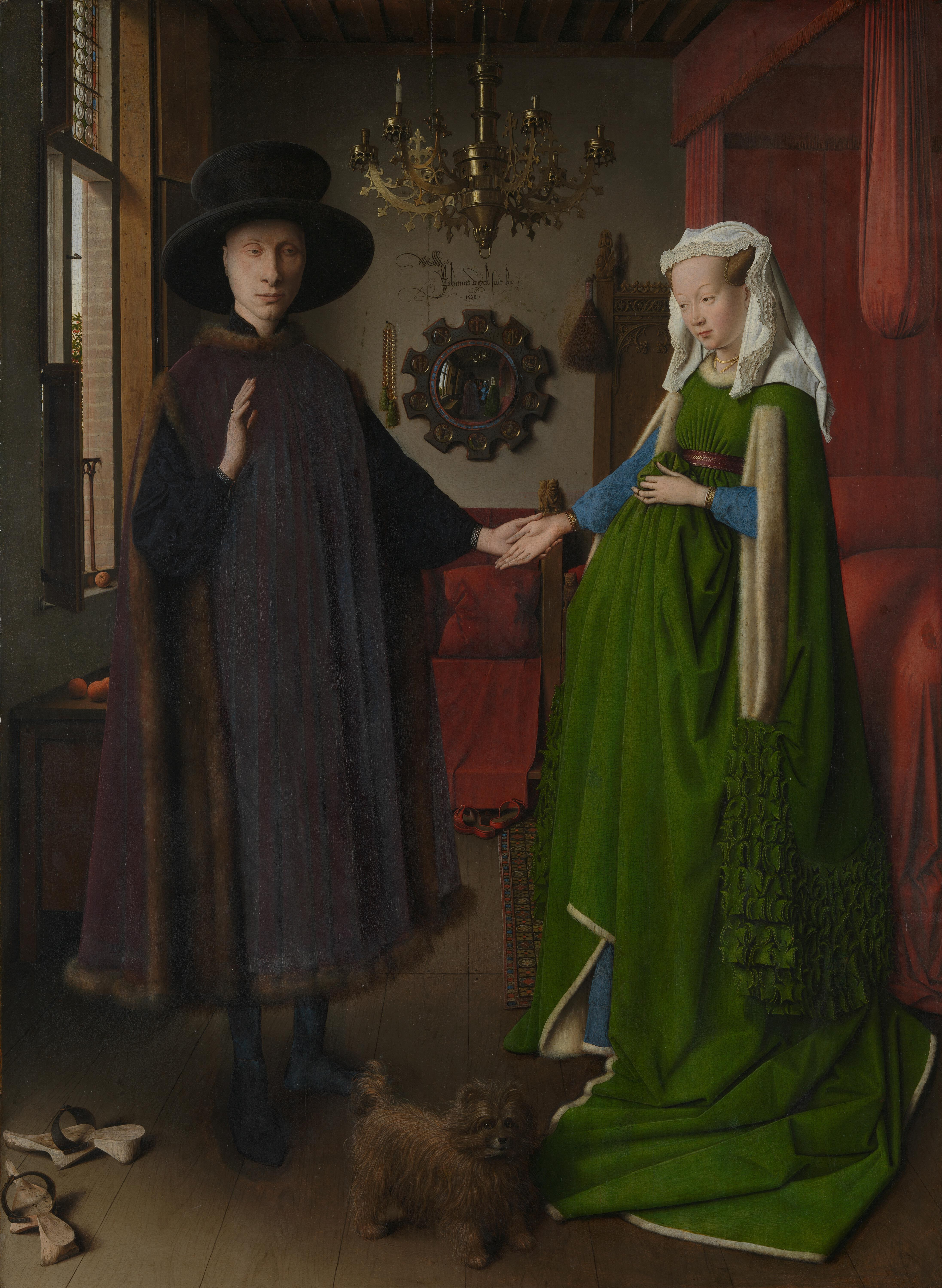
아홉 번째 스캔들, 아르놀피니 부부의 초상
열 번째 스캔들, 야경
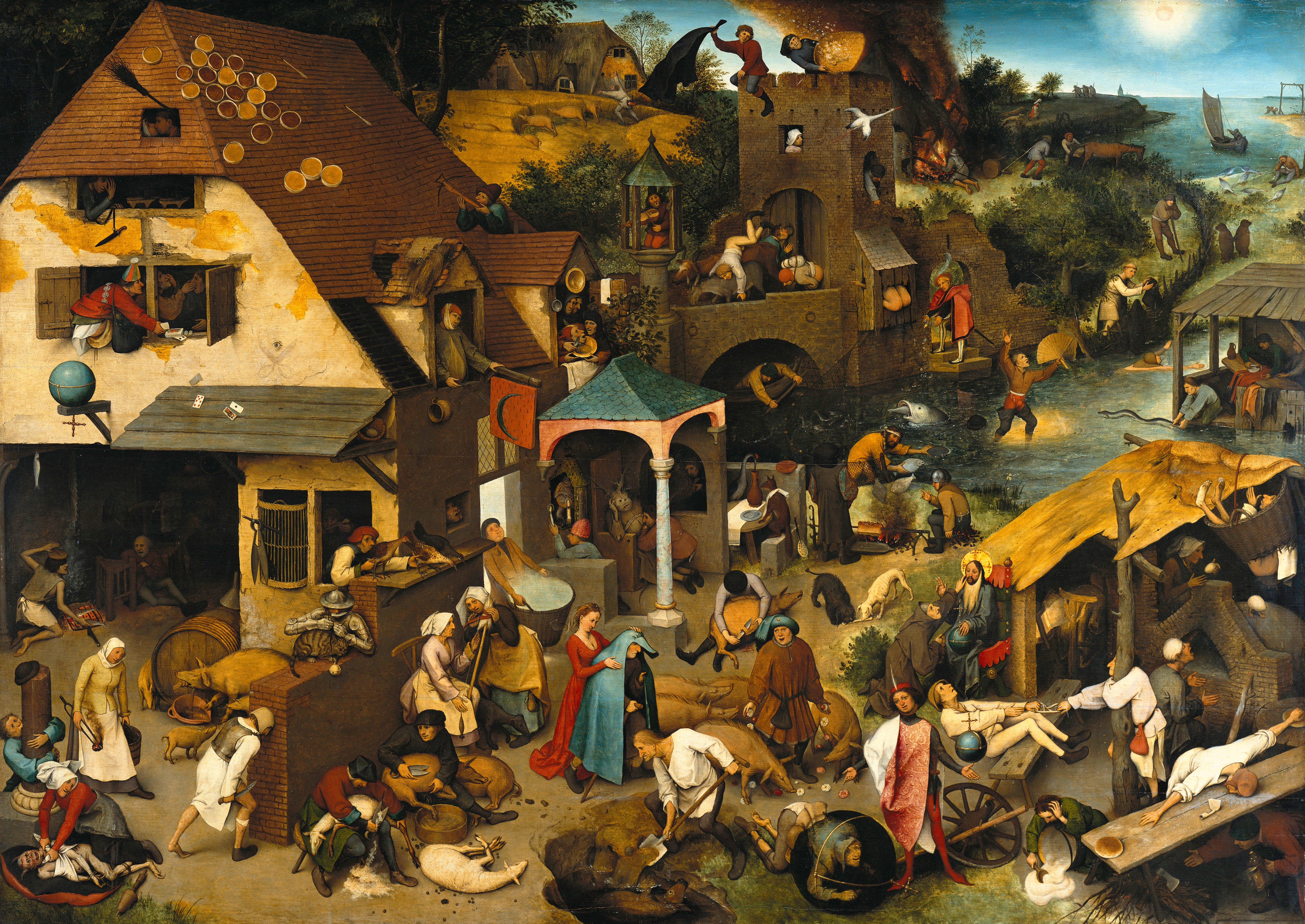
열두 번째 스캔들, 네덜란드 속담
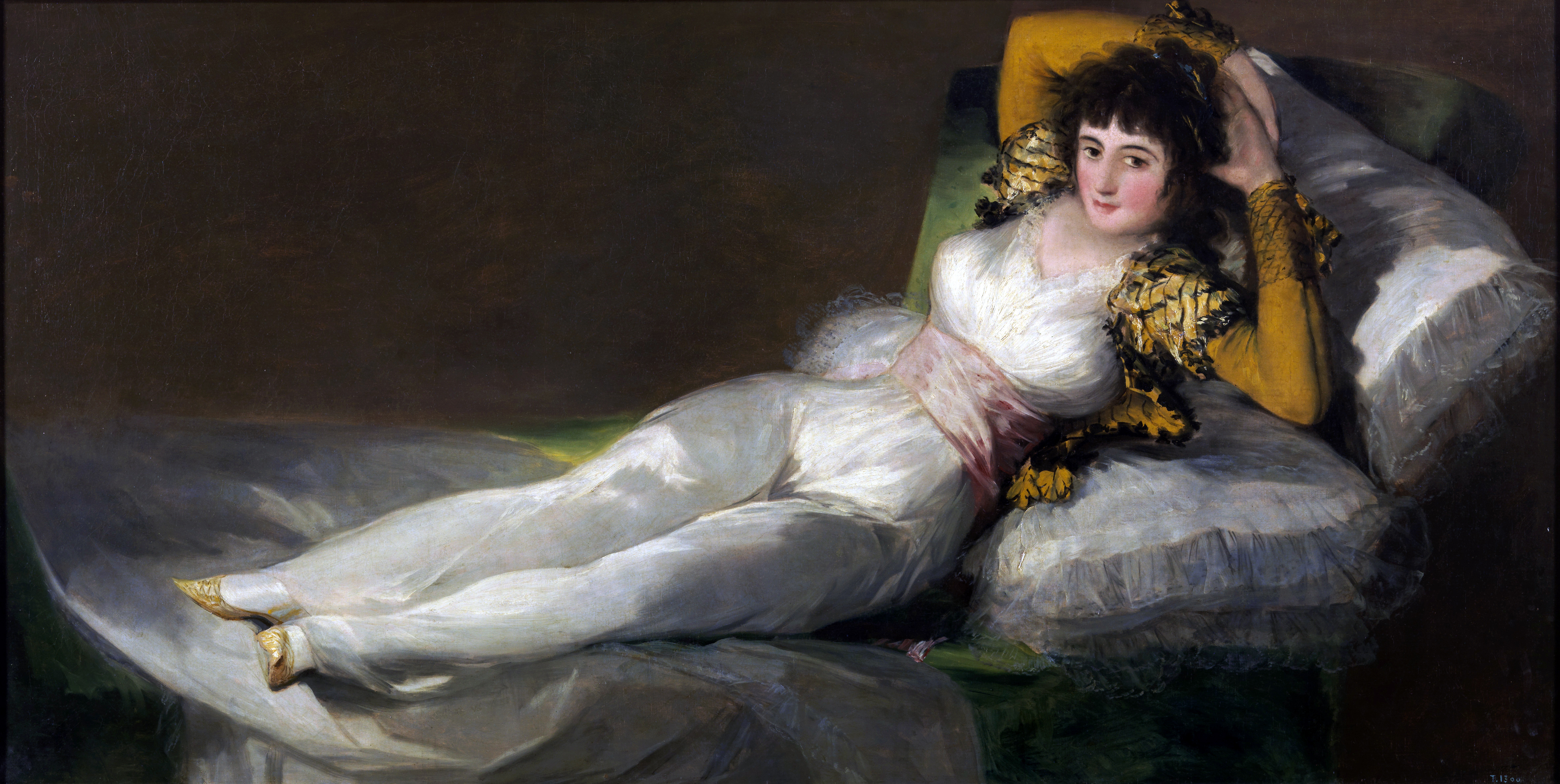
열네 번째, 옷을 입은 마하
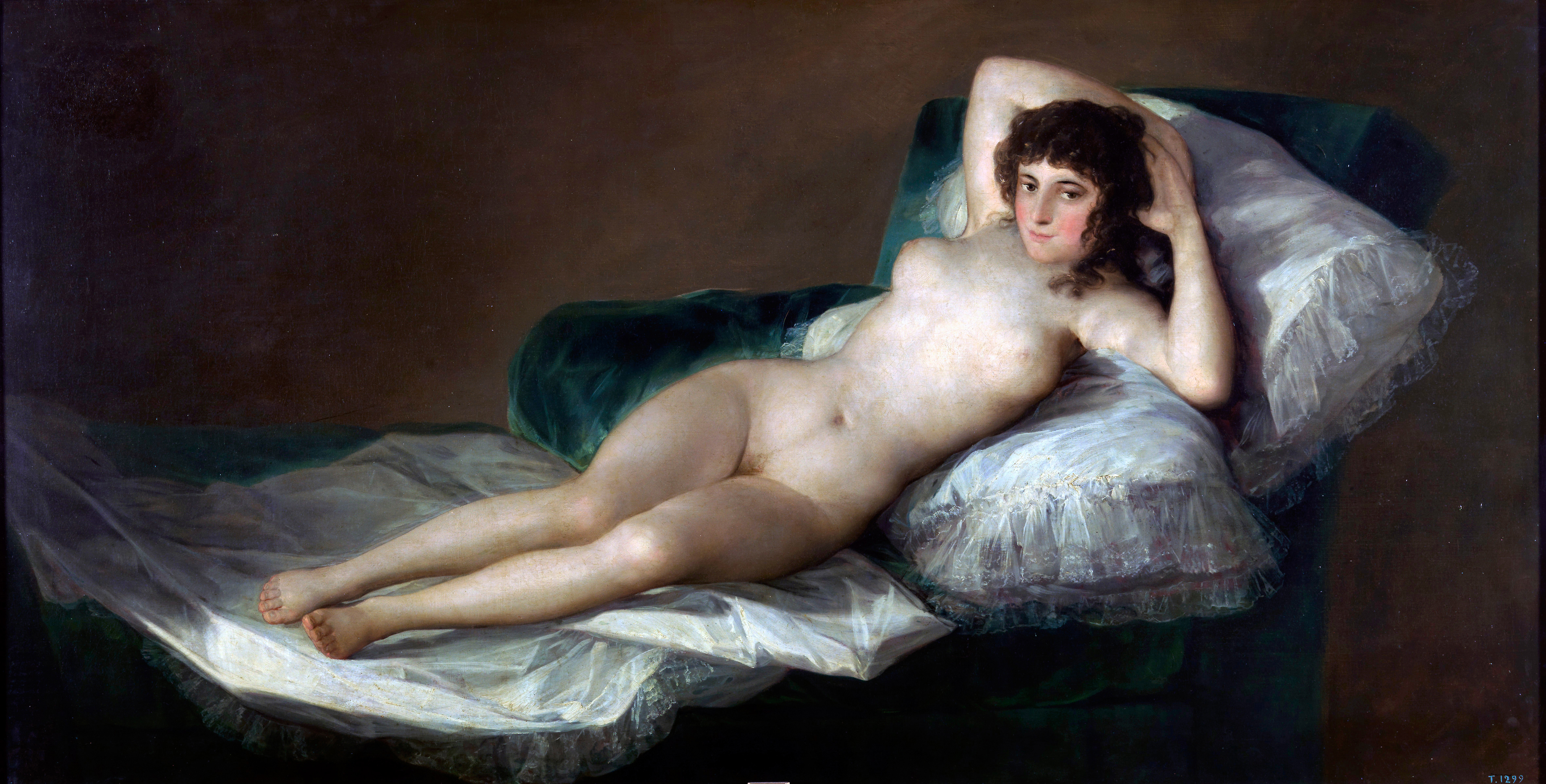
열네 번째, 옷을 벗은 마하
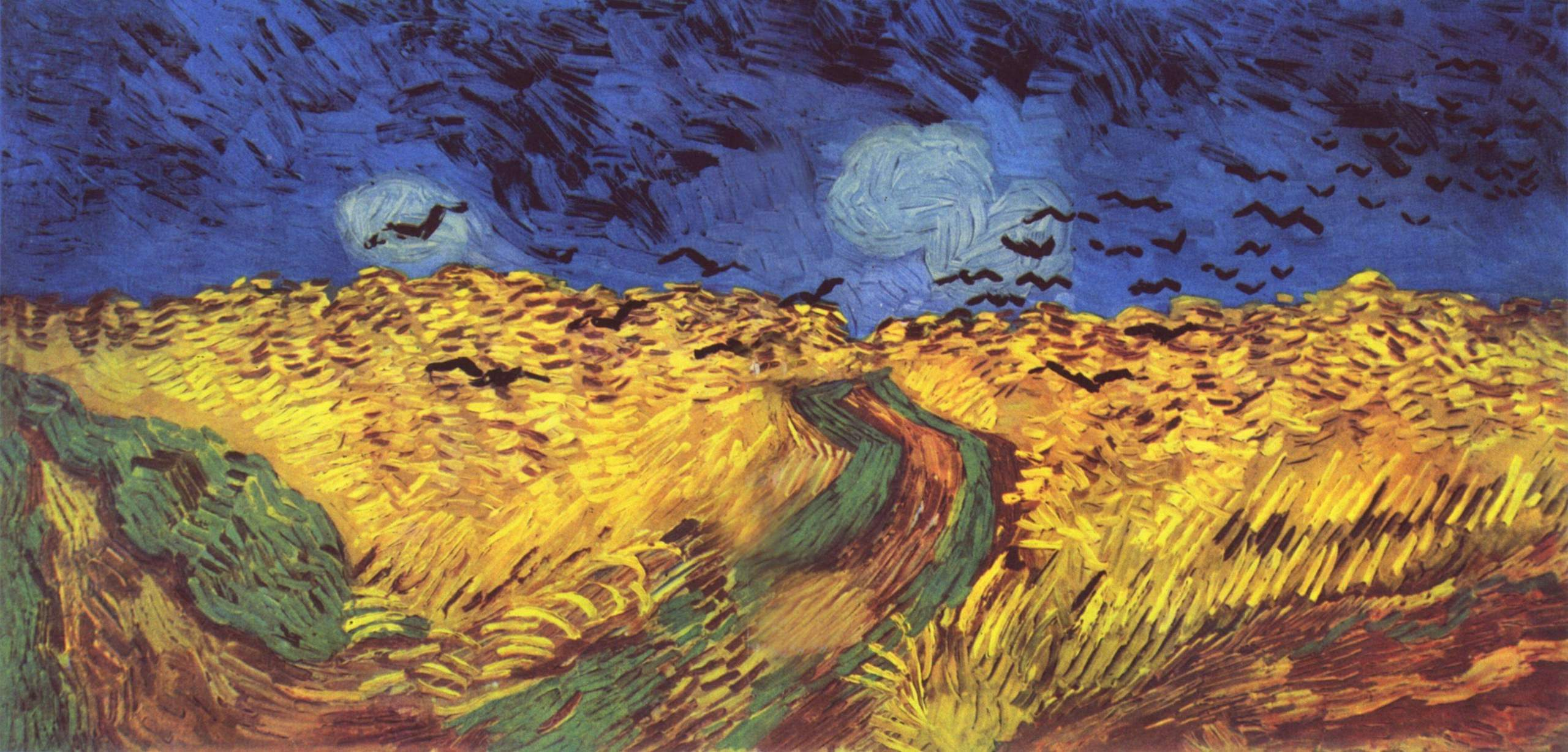
열다섯 번째, 까마귀가 나는 밀밭
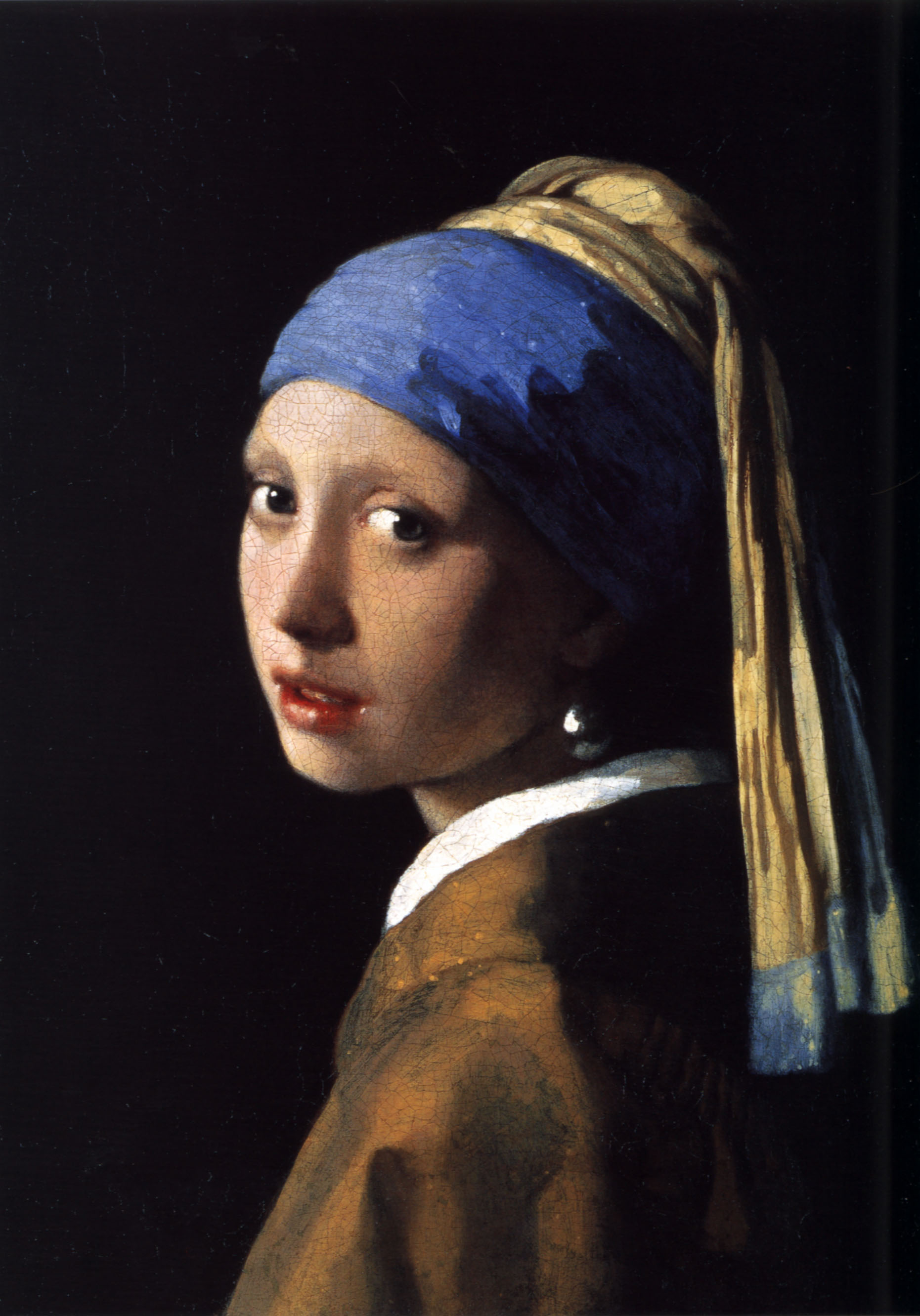
열아홉 번째, 진주귀걸이를 한 소녀
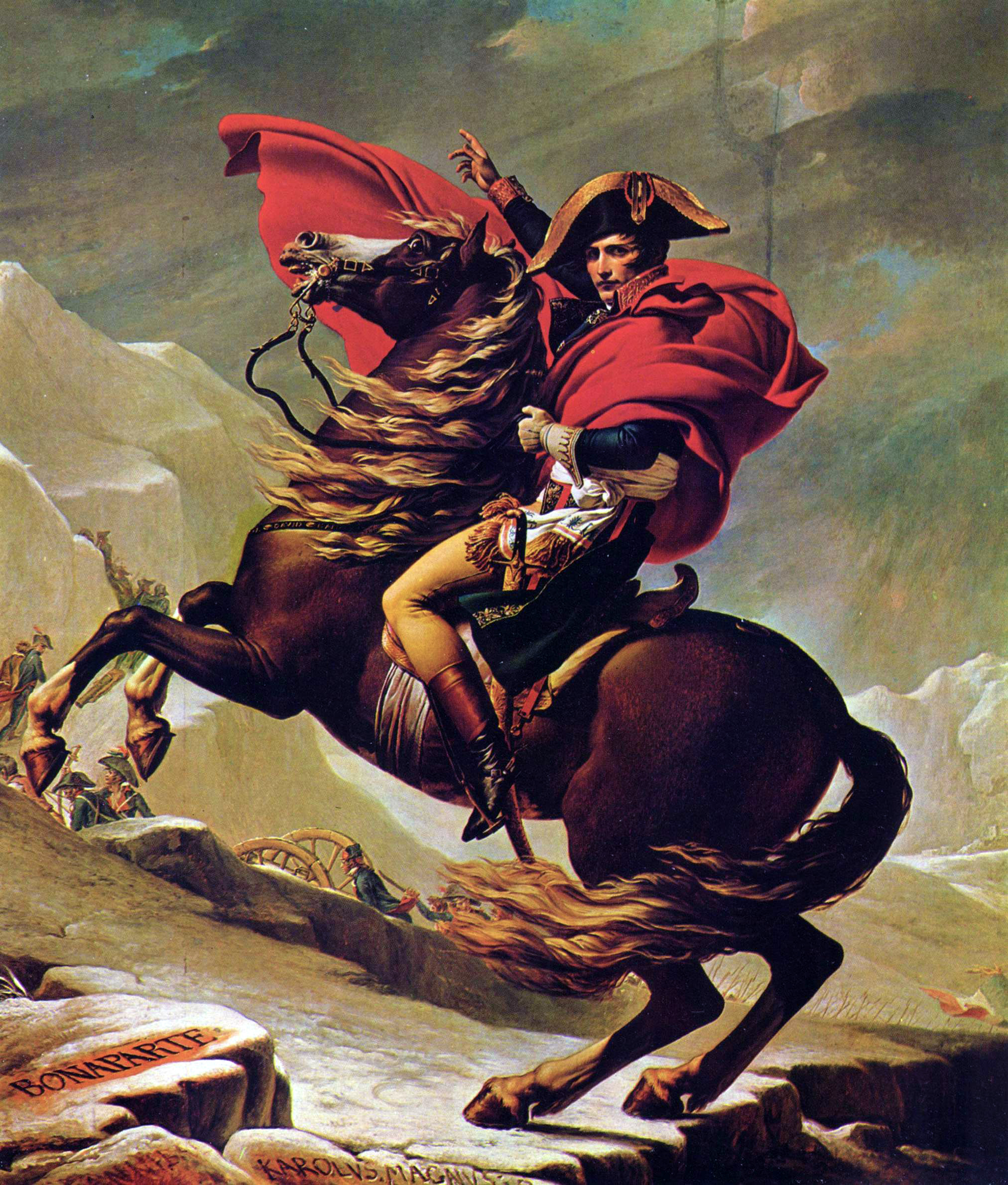
스물한 번째, 알프스를 넘는 나폴레옹
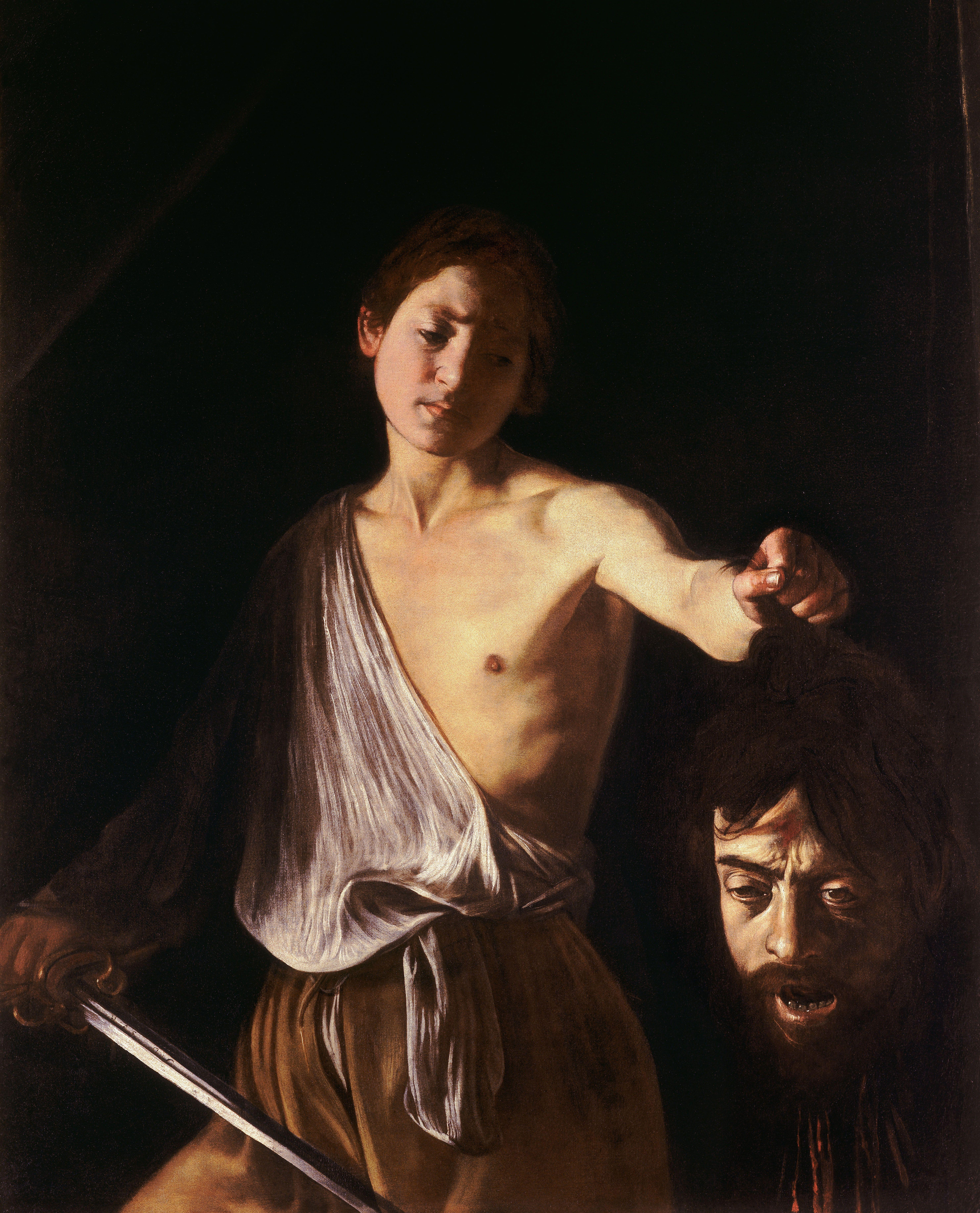
스물두 번째, 골리앗의 머리를 든 다윗
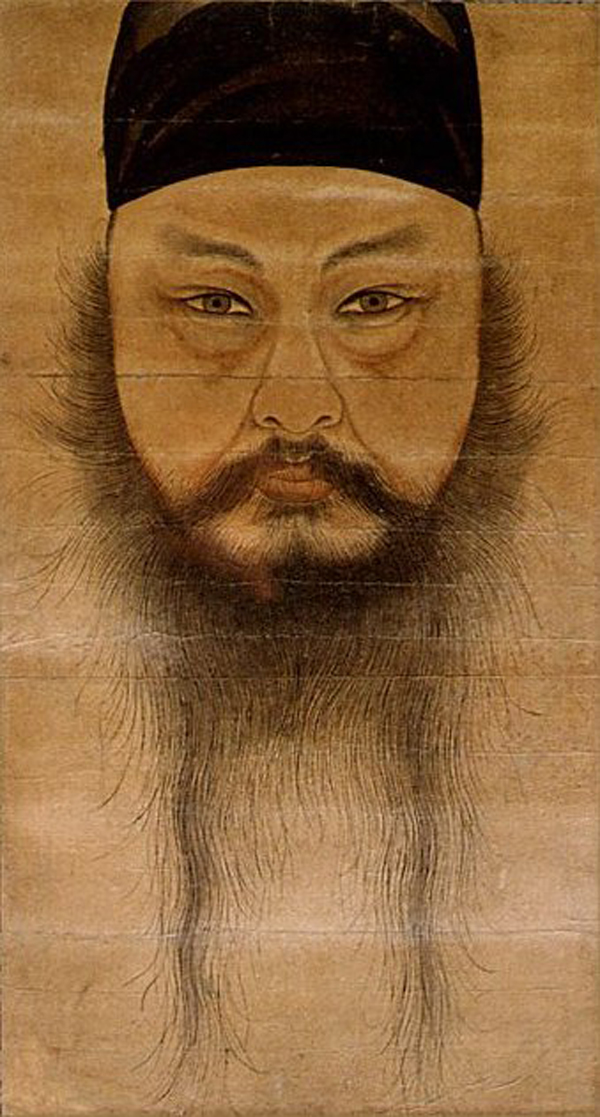
스물다섯 번째, 자화상
스물여섯 번째, 물랭 드 라 갈레트의 무도회
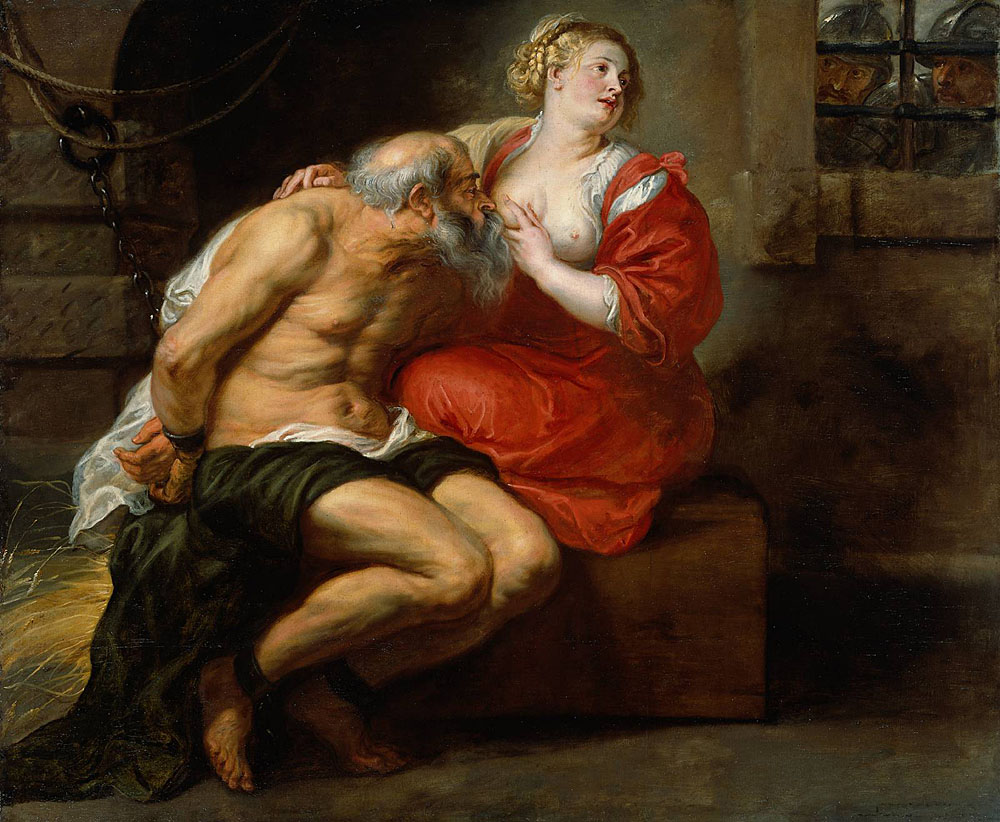
스물여덟 번째, 시몬과 페로
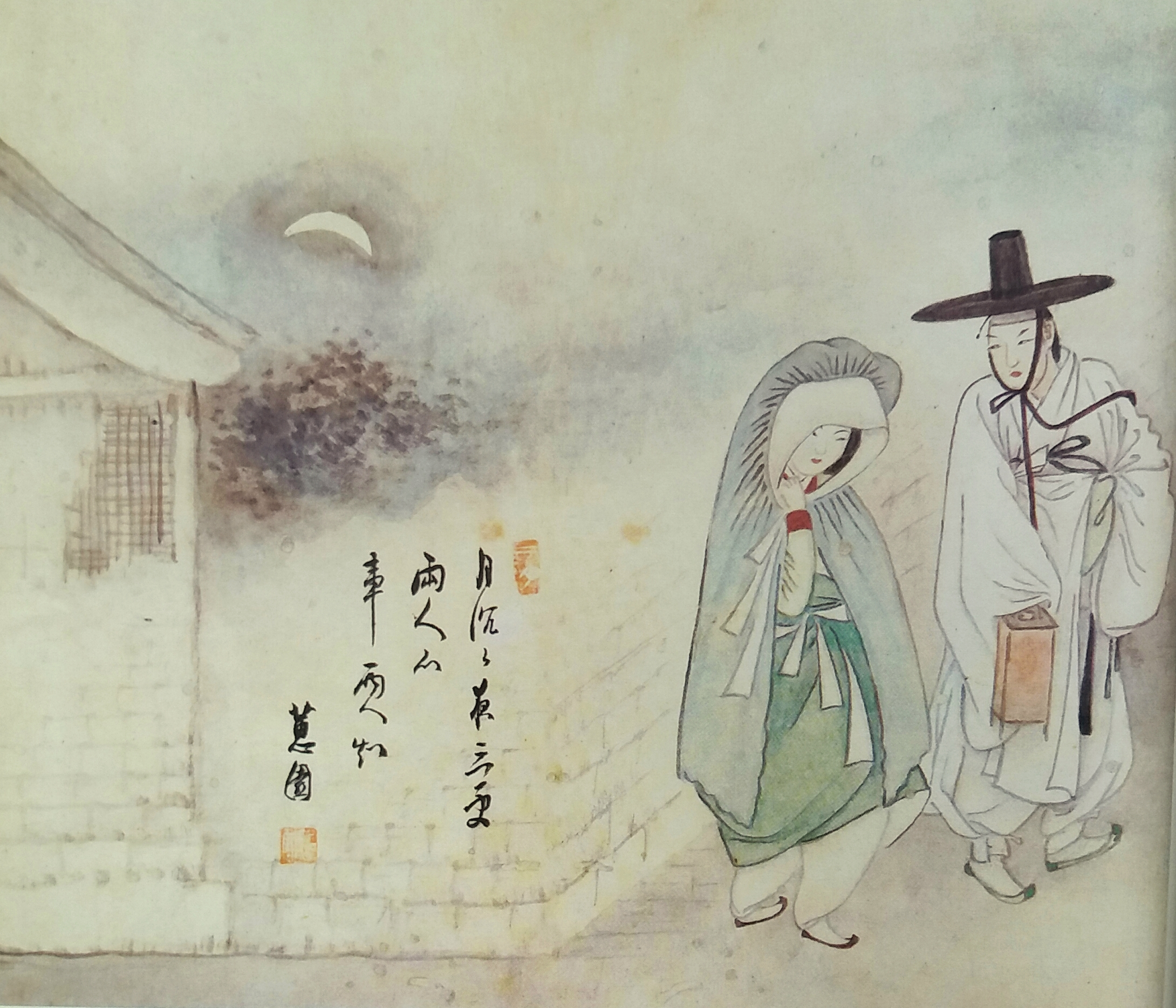
서른 번째, 월하정인
서른한 번째, 시녀들
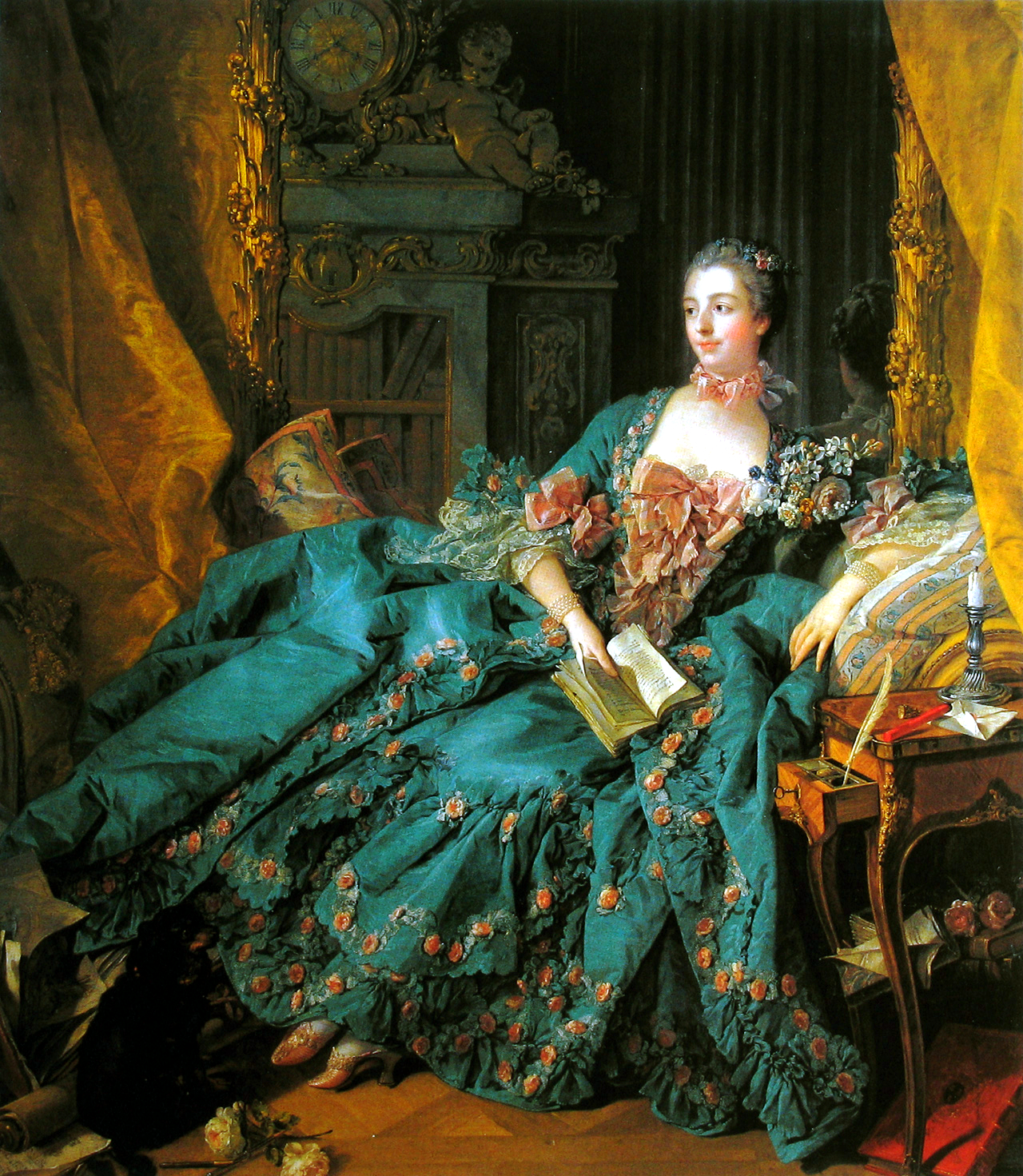
서른두 번째, 퐁파두르 후작부인
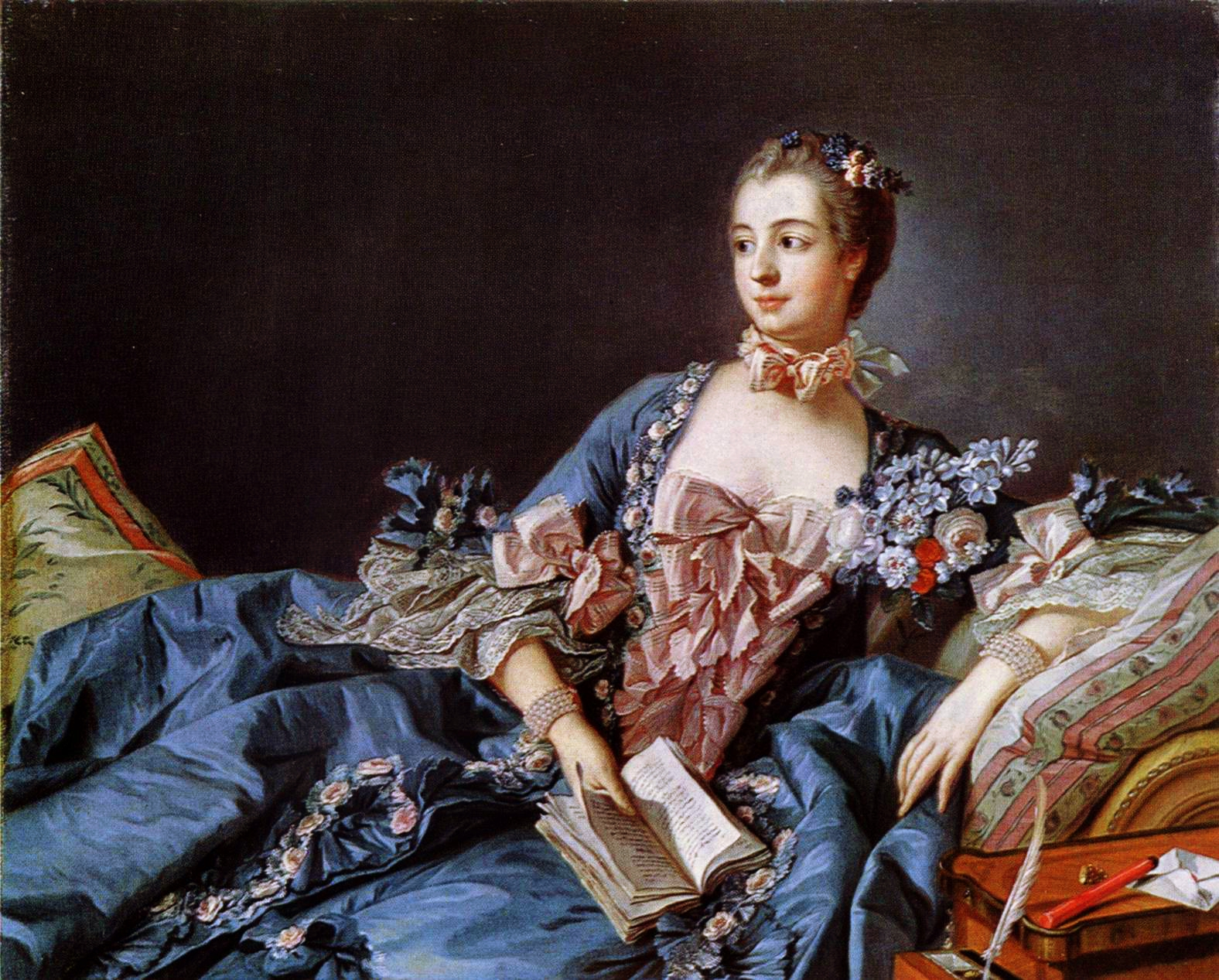
서른두 번째, 퐁파두르 후작부인
서른두 번째, 퐁파두르 후작부인
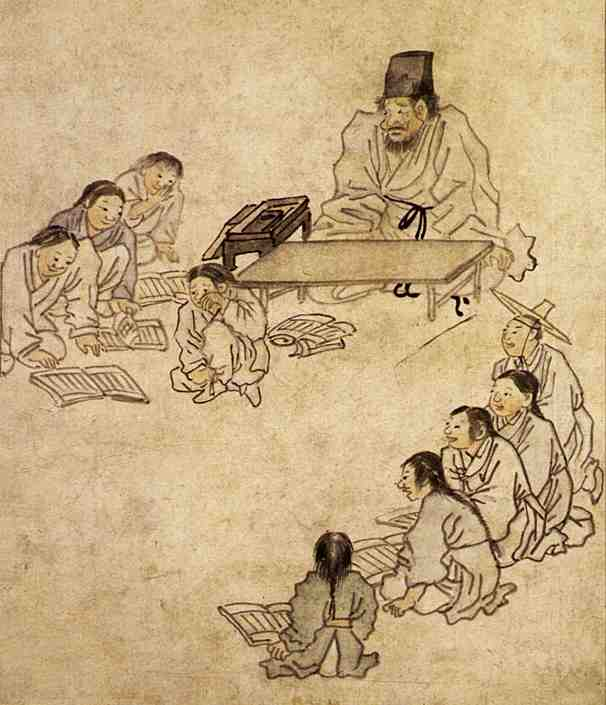
서른네 번째, 서당
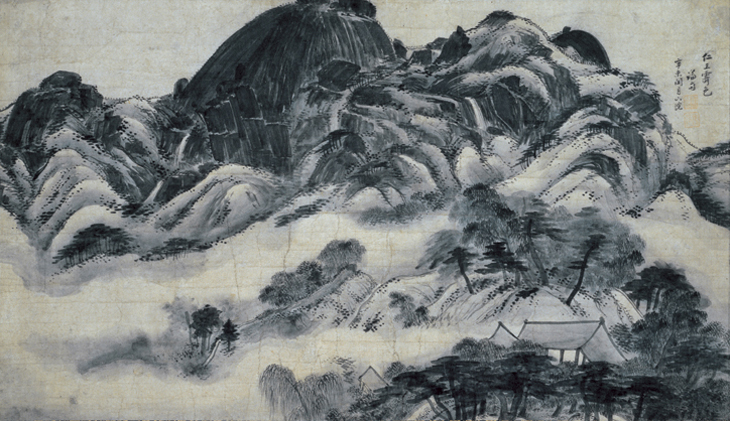
마흔 번째, 인왕제색도
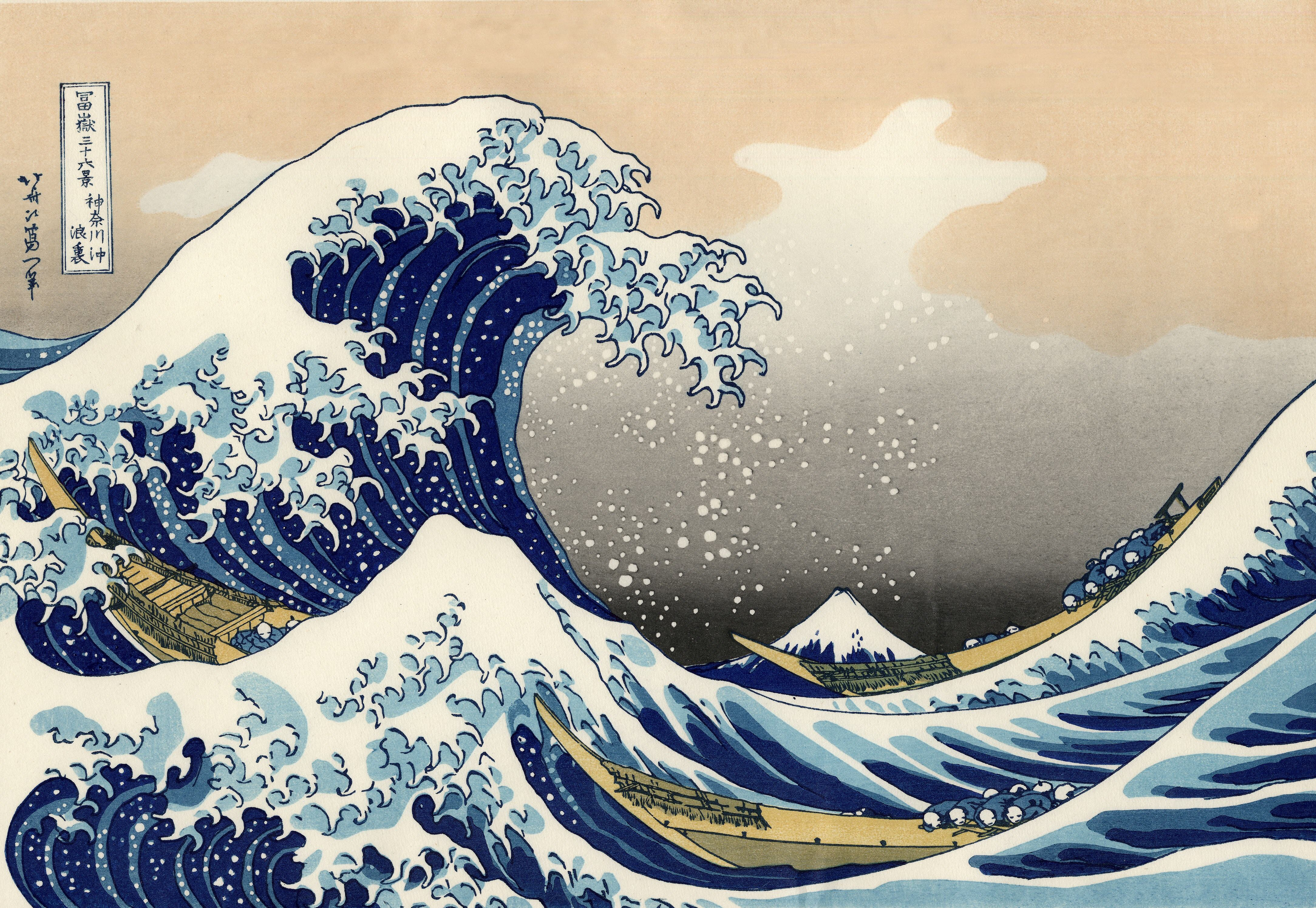
마흔한 번째, 가나가와의 큰 파도
마흔두 번째, 죽음과 소녀
마흔세 번째, 삼미신
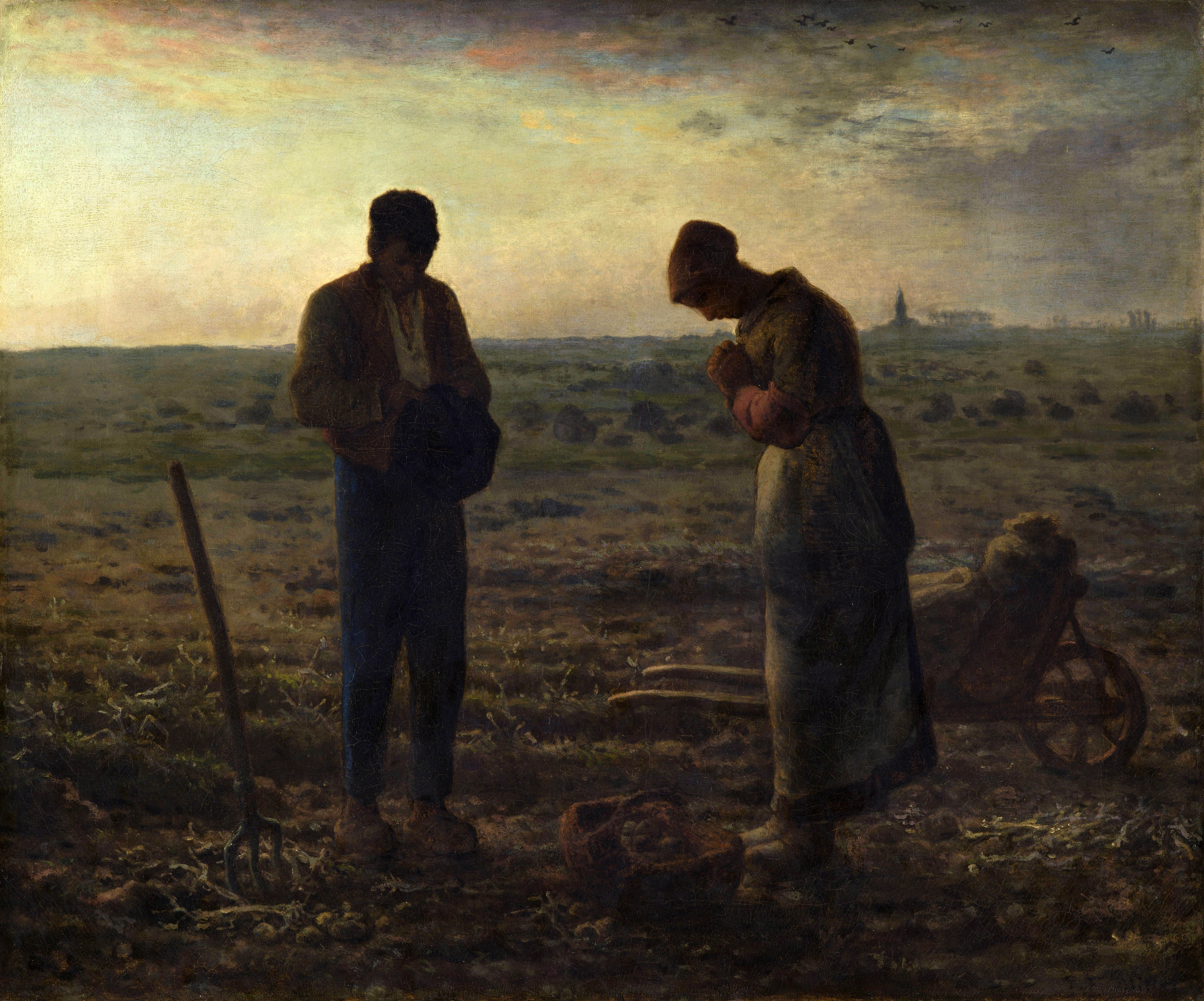
마흔네 번째, 만종
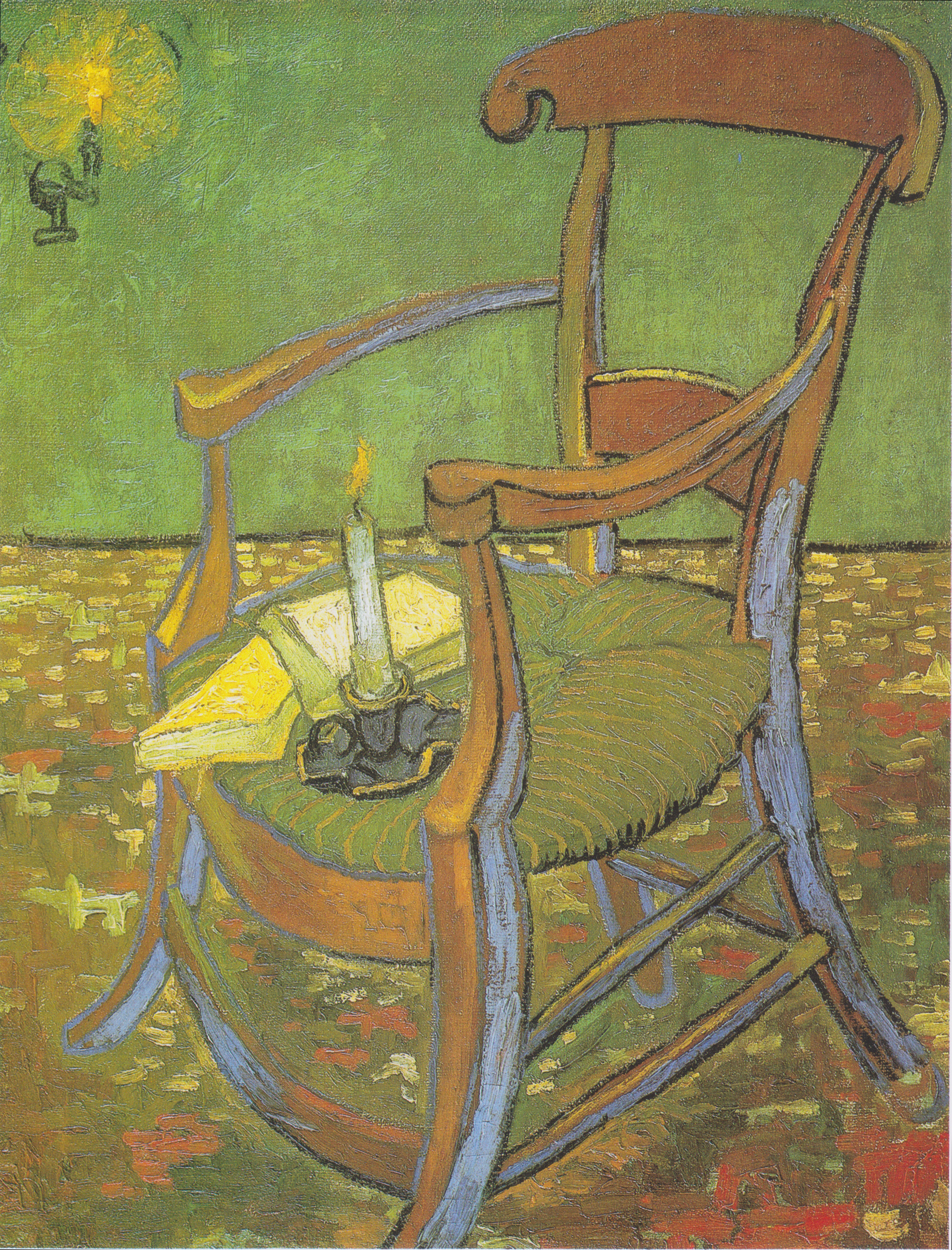
마흔일곱 번째, 고갱의 의자
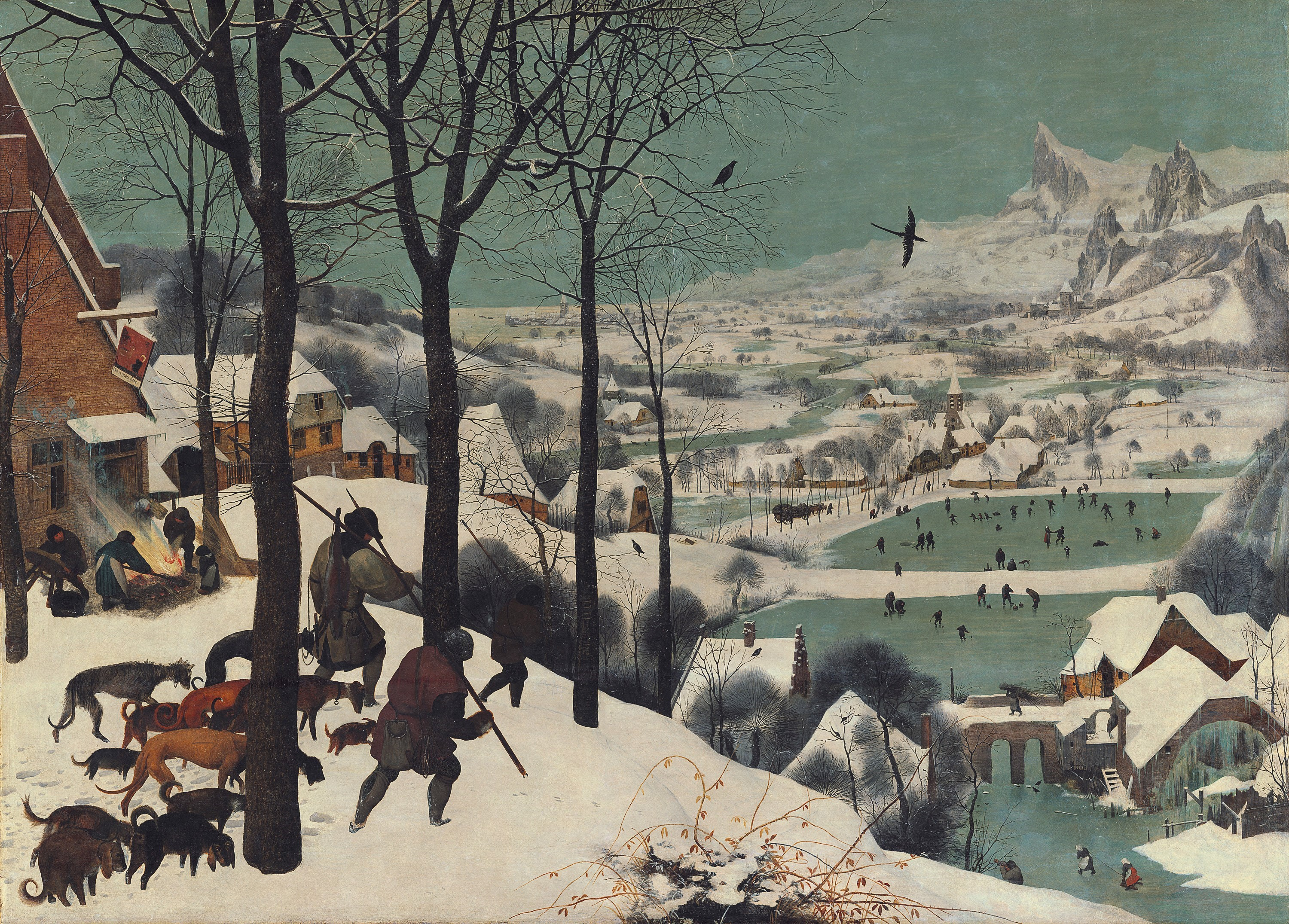
마흔여덟 번째, 눈 속의 사냥꾼
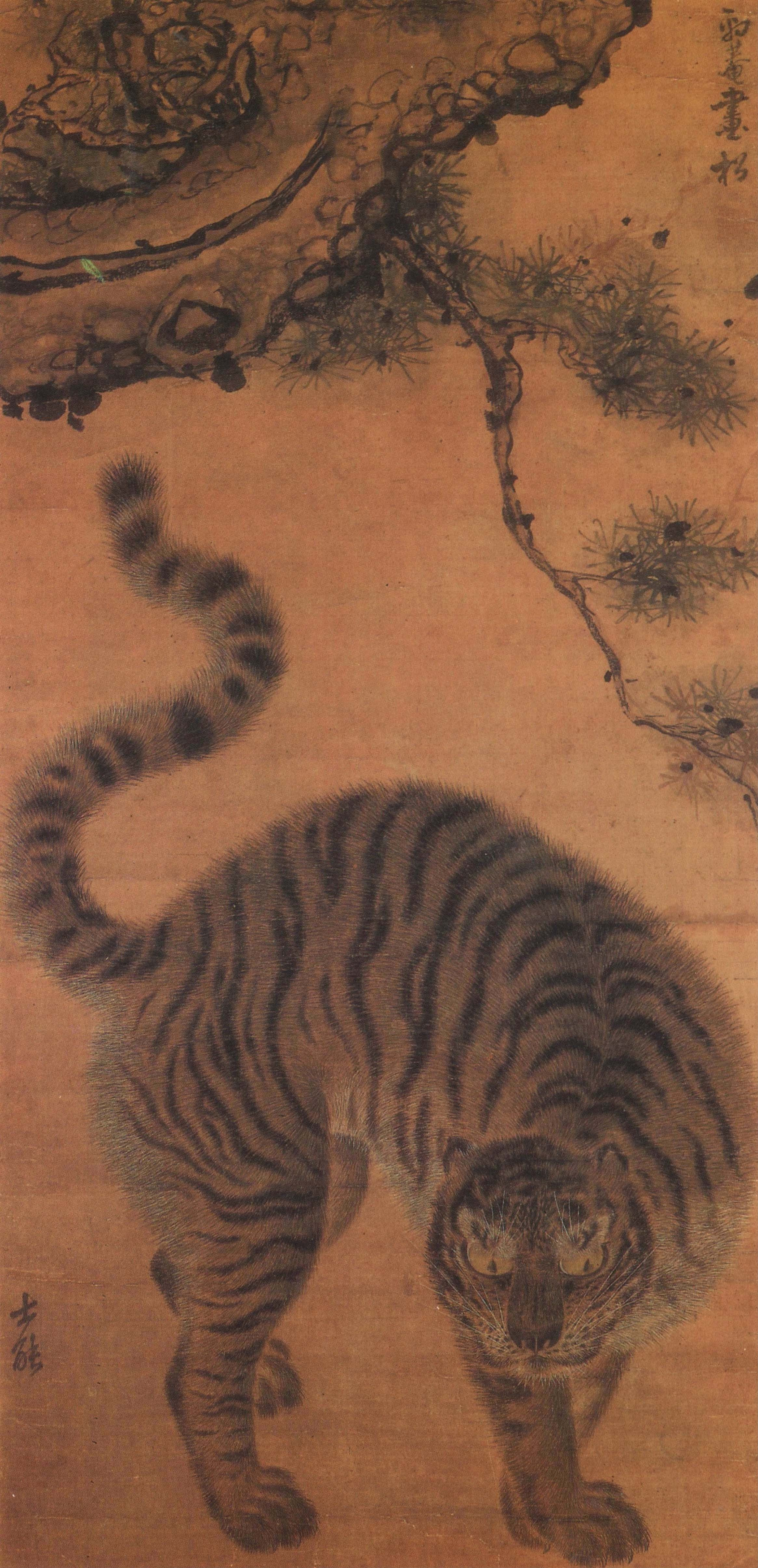
마흔아홉 번째, 송하맹호도
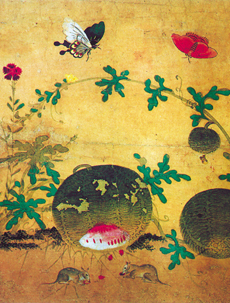
쉰 번째, 수박과 들쥐
쉰세 번째, 민중을 이끄는 자유의 여신
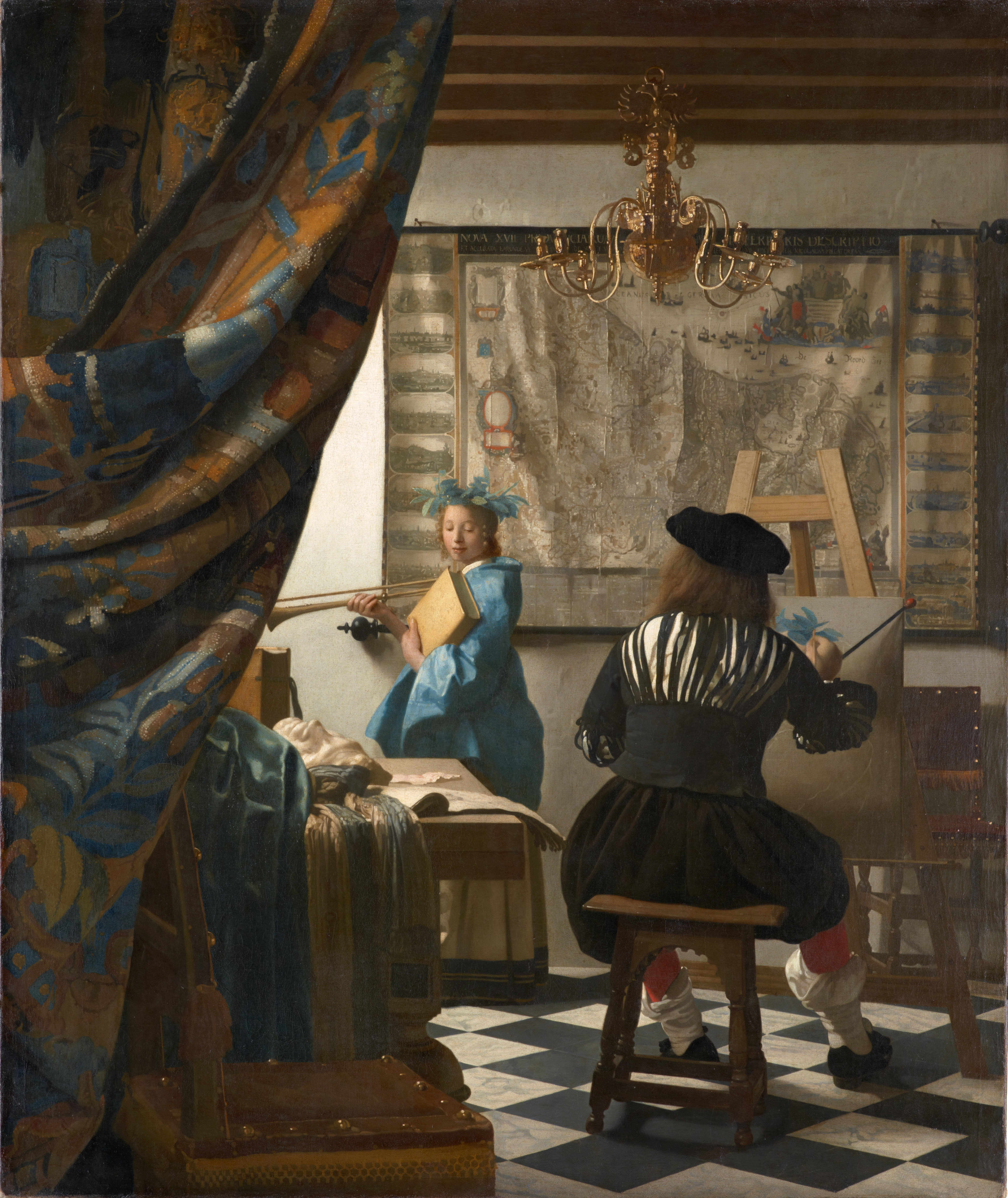
쉰네 번째, 회화의 기술
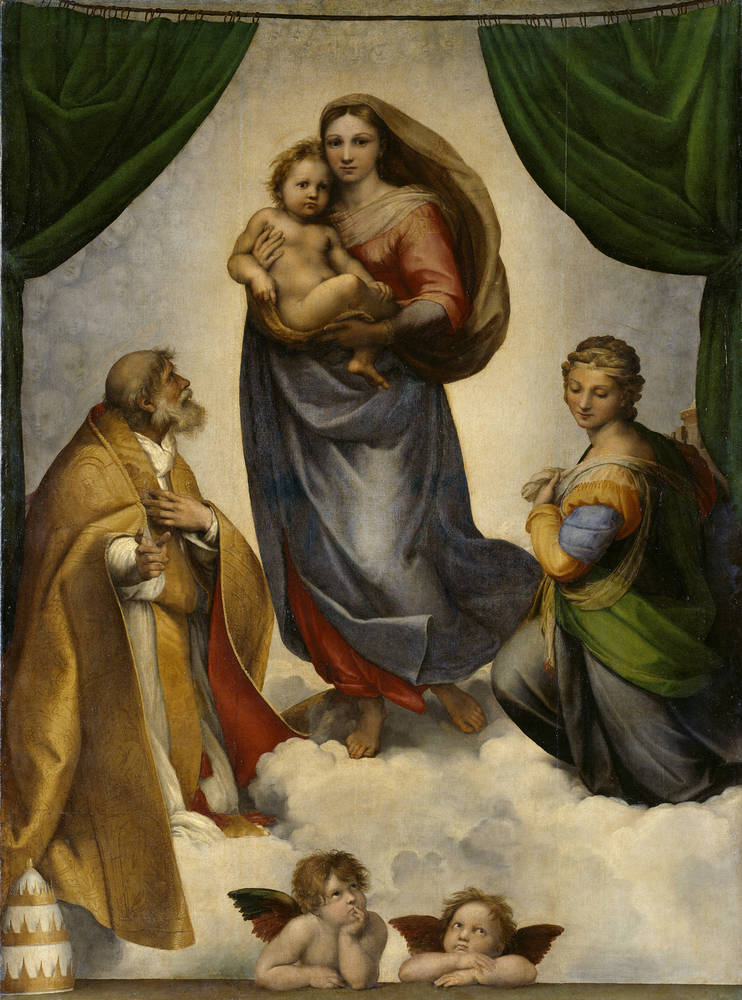
쉰다섯 번째, 시스티나의 성모
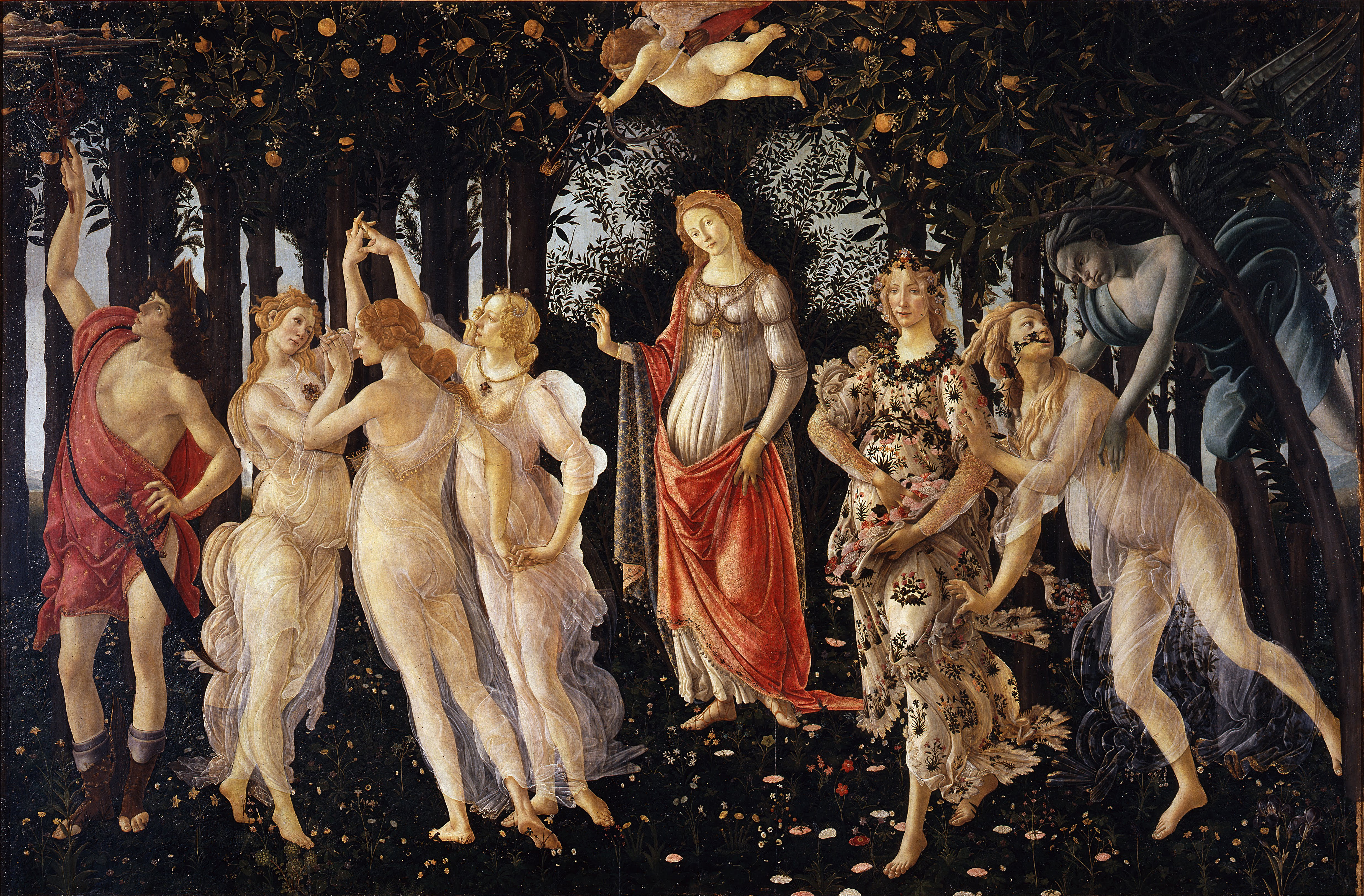
쉰아홉 번째, 프리마베라
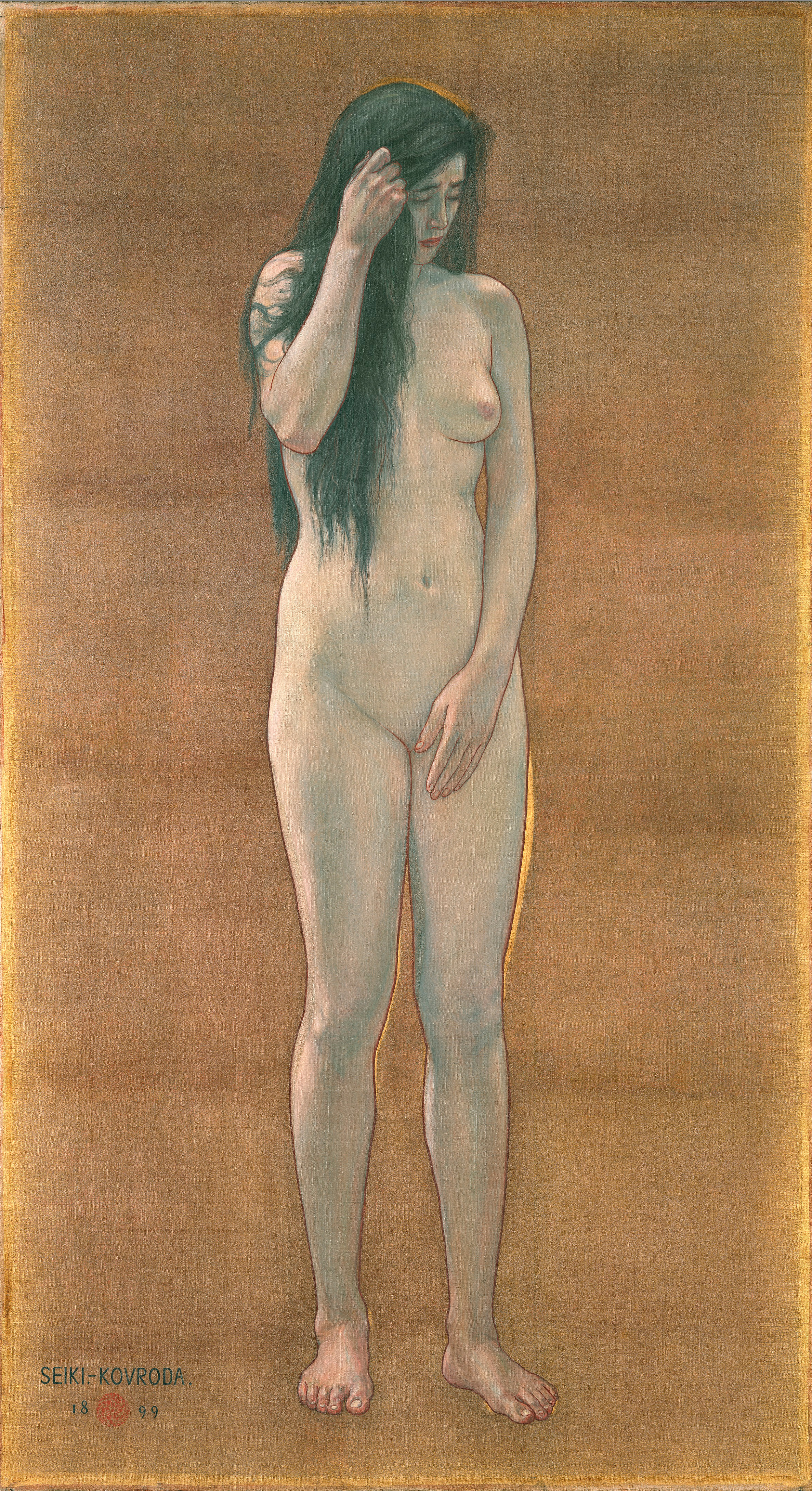
예순 번째, 지(智),감(感),정(情) 中 정(情
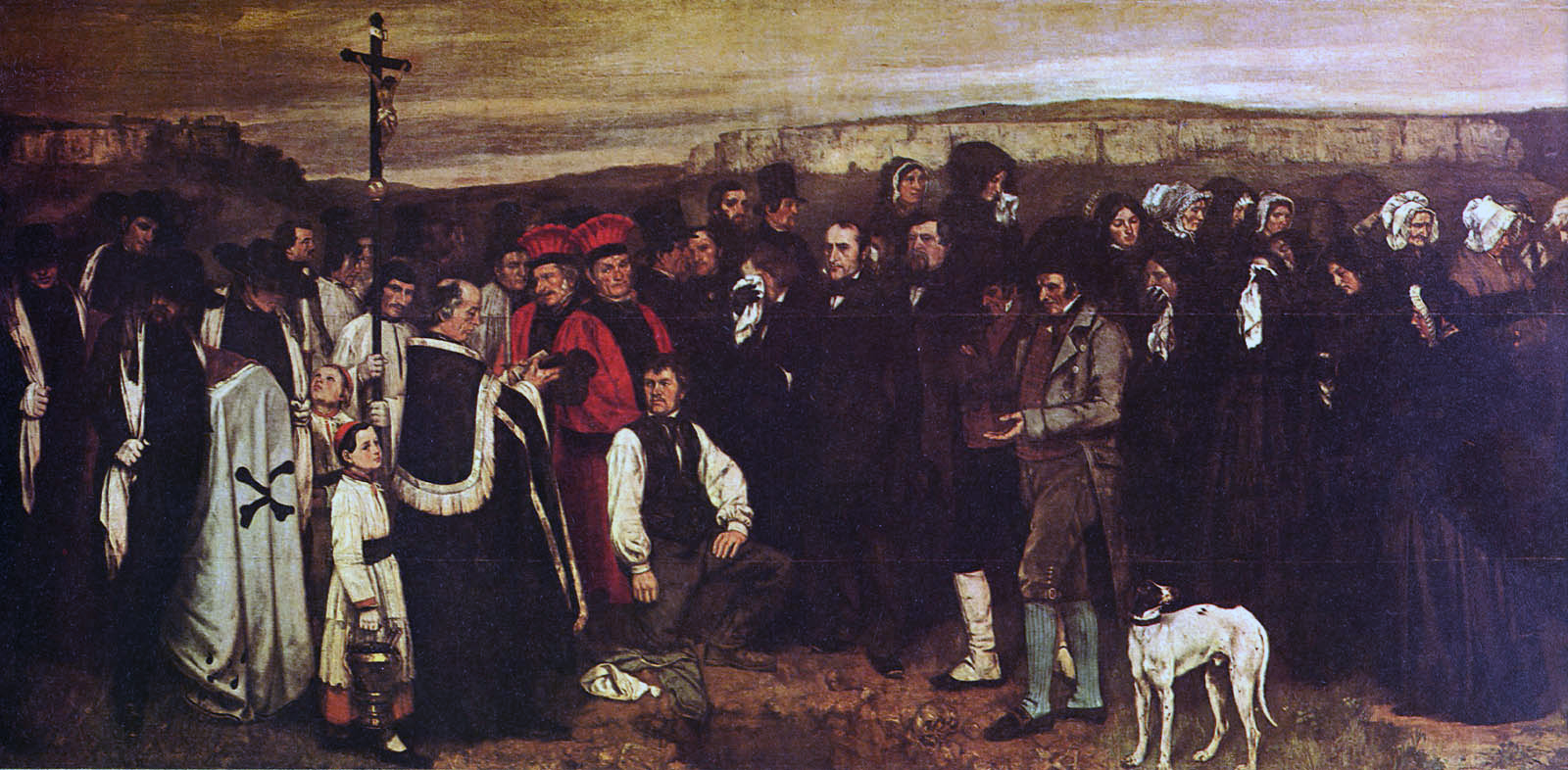
예순한 번째, 오르낭의 매장

| 본 문서의 이해를 돕기 위한 비자유 그림이 있습니다. 링크의 파일을 직접 올려 주세요 열여덟째, 게르니카 | 본 문서의 이해를 돕기 위한 비자유 그림이 있습니다. 링크의 파일을 직접 올려 주세요 서른다섯 번째, 생 라자르 역 , 파리, 1932 |

### 명곡
- 파일럿, 베토벤 교향곡 제5번 <운명> Op. 18.67
- 세 번째, 라흐마니노프 피아노 협주곡 2번 Op.18 제2악장
- 여덟 번째, 쇼팽 연습곡 Op.10, No.3 E 장조
- 아홉 번째, 생상스 <동물의 사육제> 중 ‘백조’
- 열 번째, 베토벤 바가텔 A단조 엘리제를 위하여
- 열한 번째, 에릭 사티 짐노페디 1번
- 열세 번째, 모짜르트, 《마술피리》 中 지옥의 복수심에 불타고
- 열네 번째, 브람스, 헝가리무곡 5번
- 열다섯 번째, 구노, 아베마리아
- 마흔두 번째, 슈베르트, 죽음과 소녀
- 마흔세 번째, 엘가, 위풍당당 행진곡
- 마흔다섯 번째, 베토벤 교향곡 9번 4악장
- 쉰세 번째, 라캄파넬
- 쉰다섯 번째, 유모레스크

| 본 문서의 이해를 돕기 위한 비자유 소리가 있습니다. 서른아홉 번째, yesterday |

### 명작

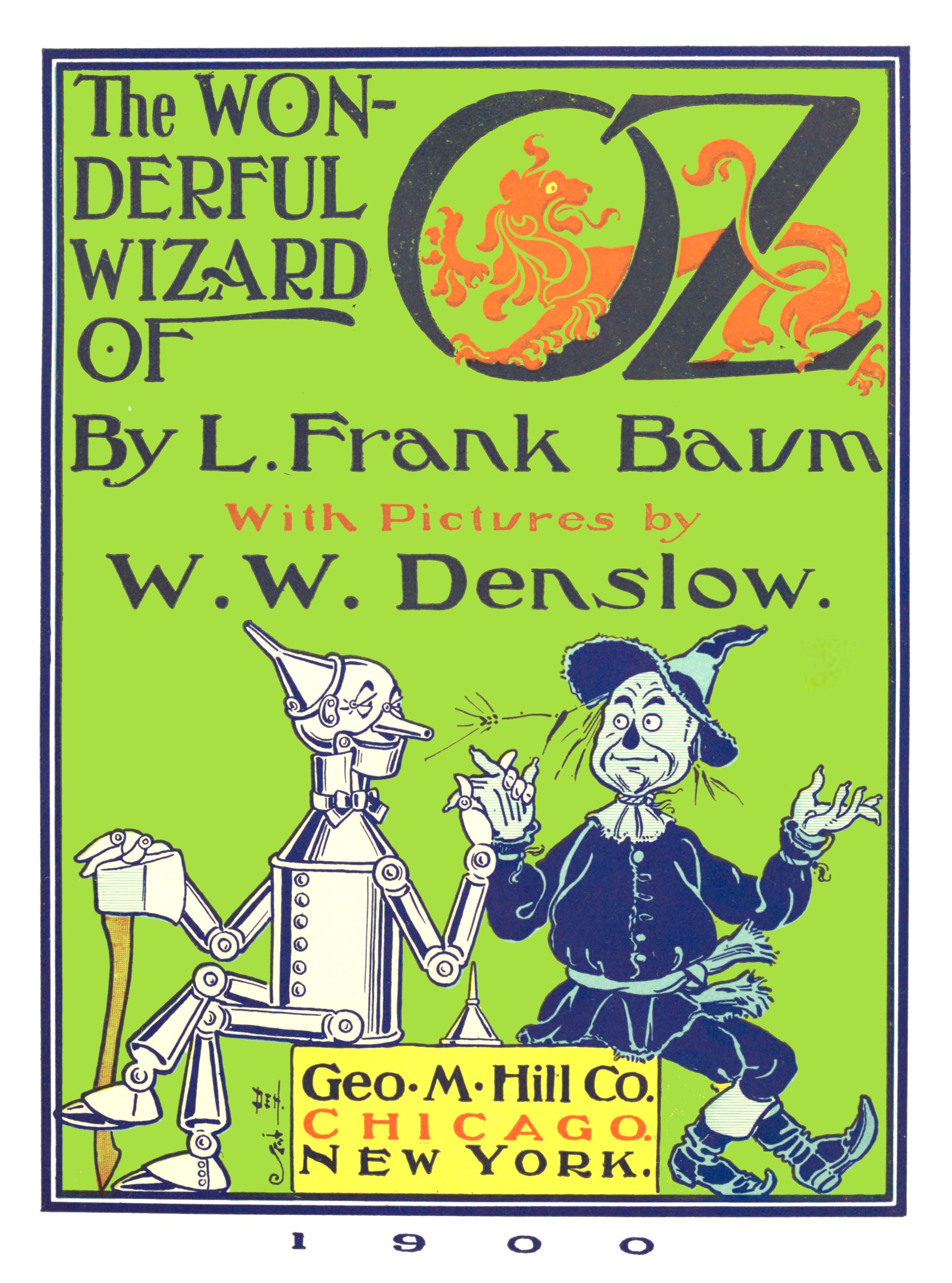
열일곱 번째, 오즈의 마법사
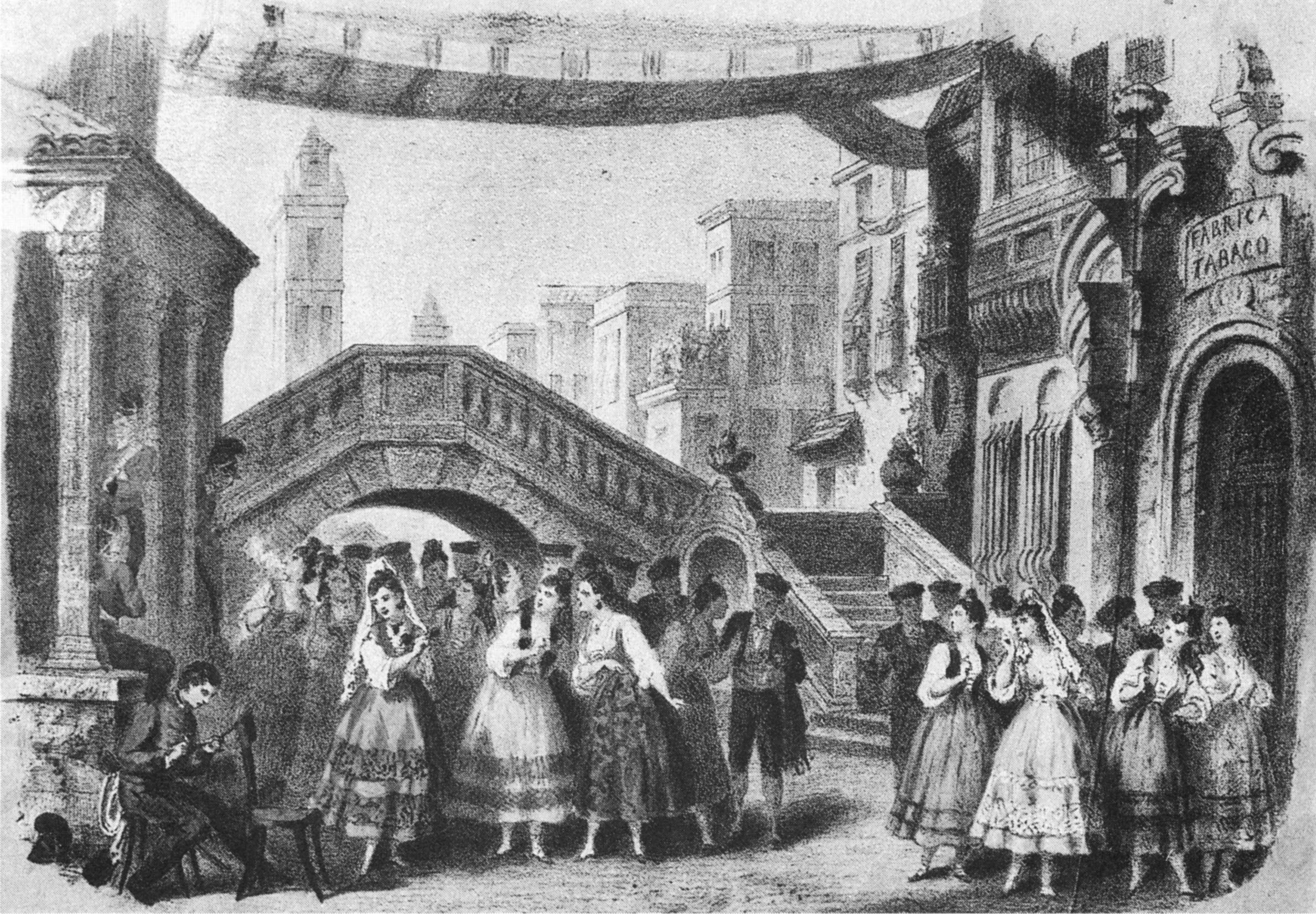
서른여섯 번째, 카르멘
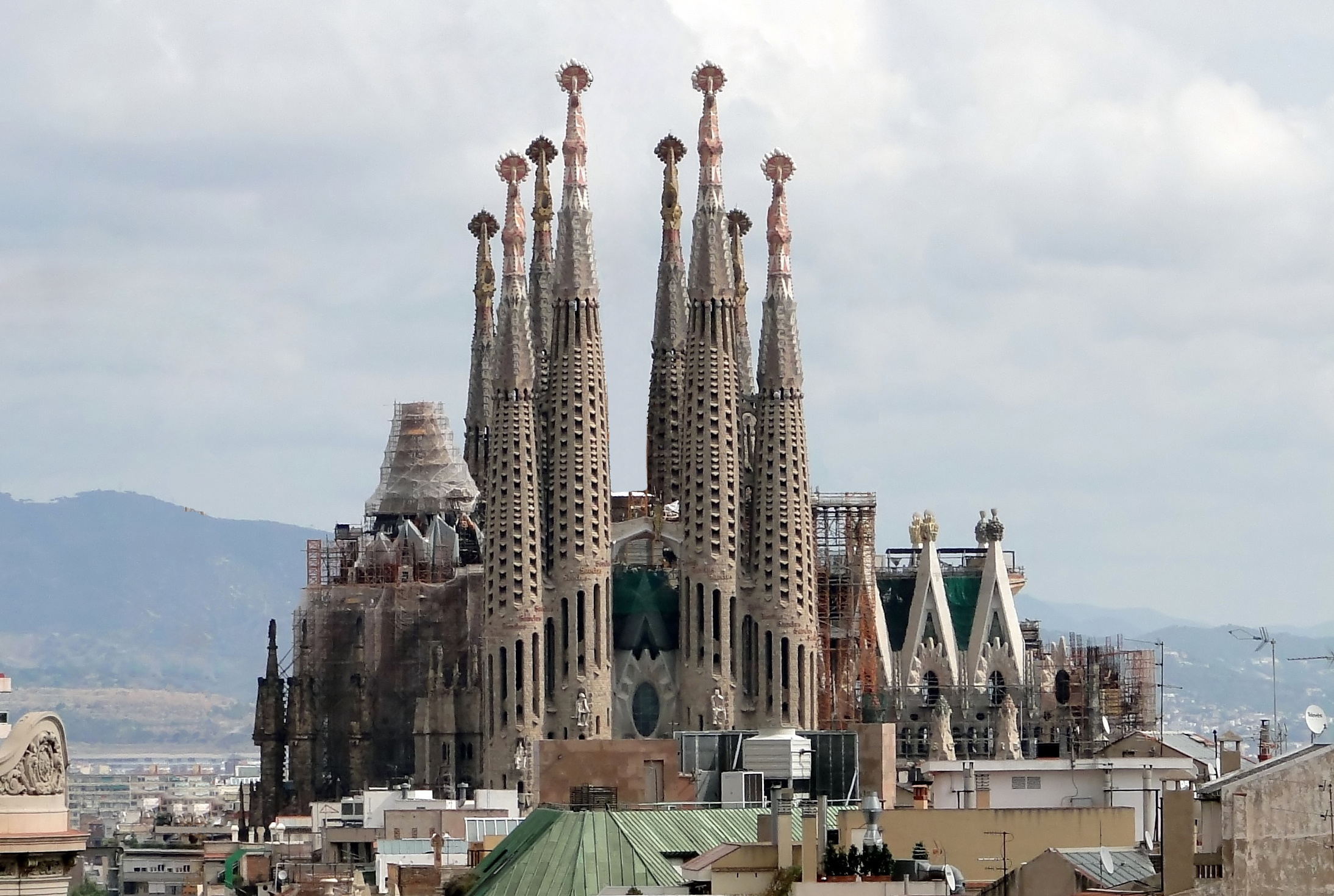
서른여덟 번째, 성가족성당
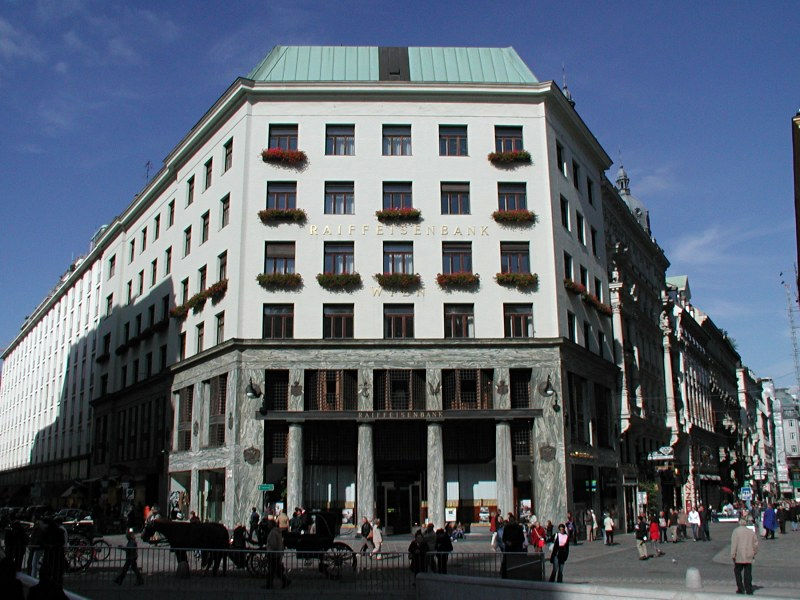
마흔여섯 번째, 로스하우스
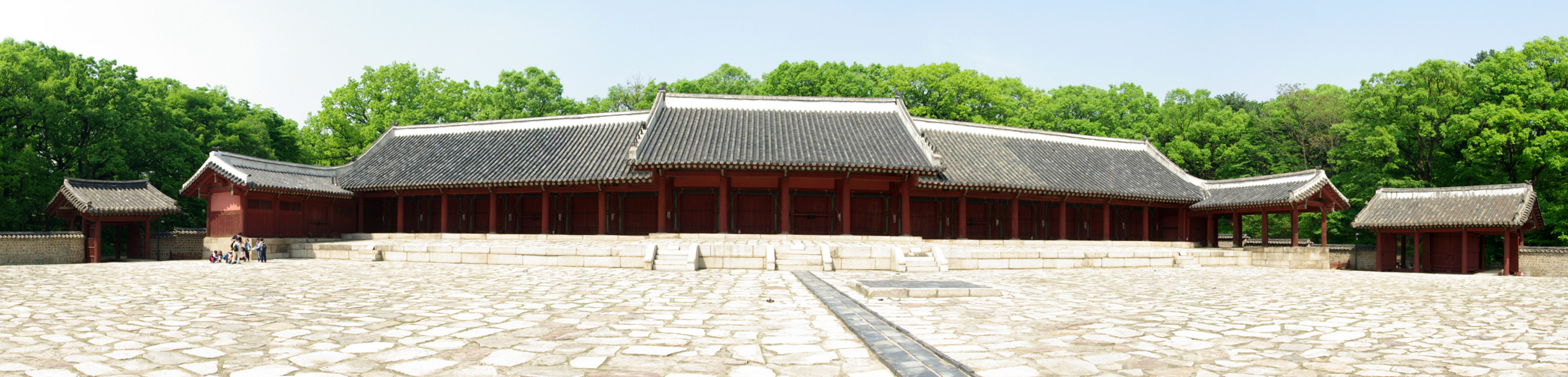
쉰두 번째, 종묘
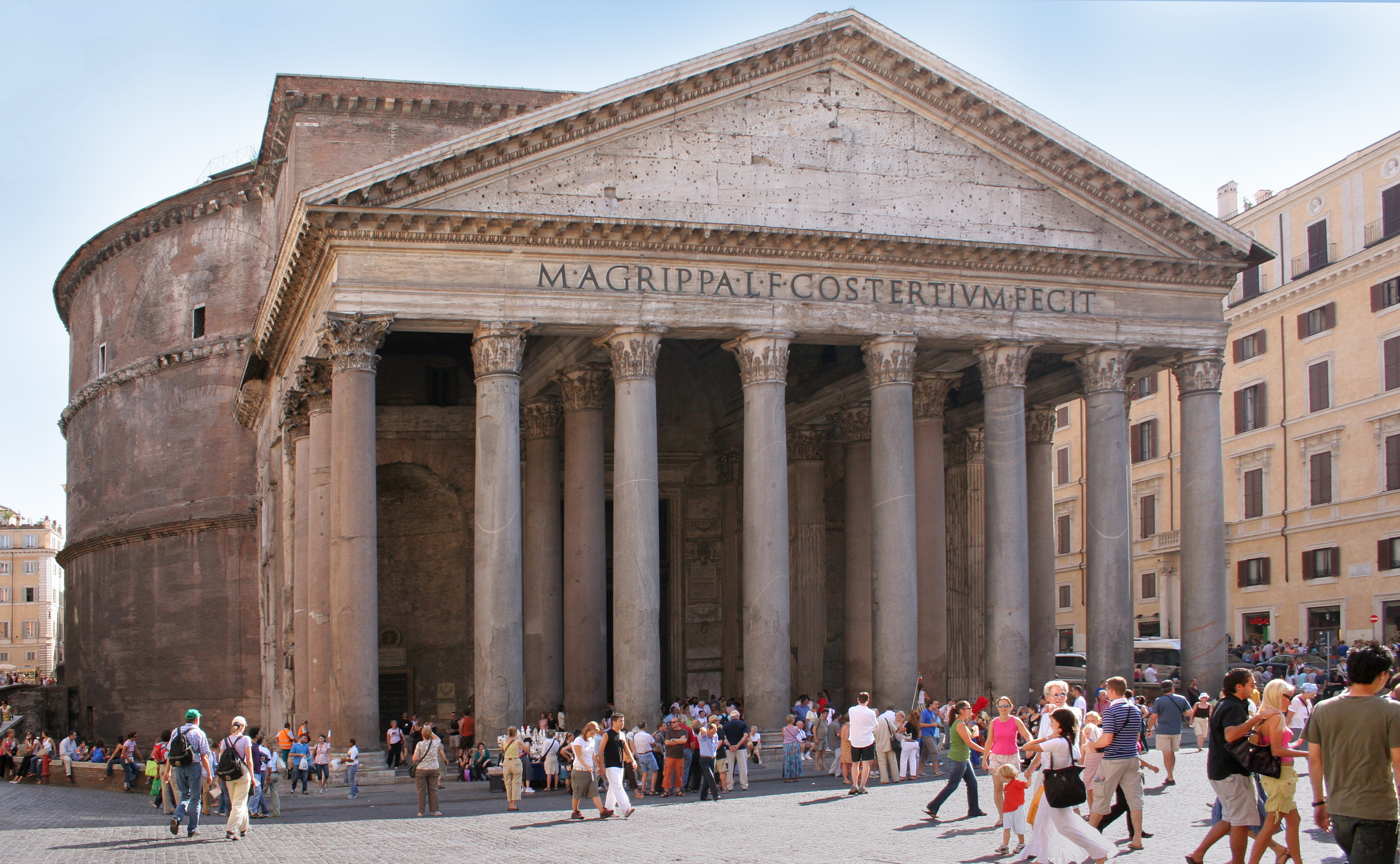
쉰여섯 번째, 판테온
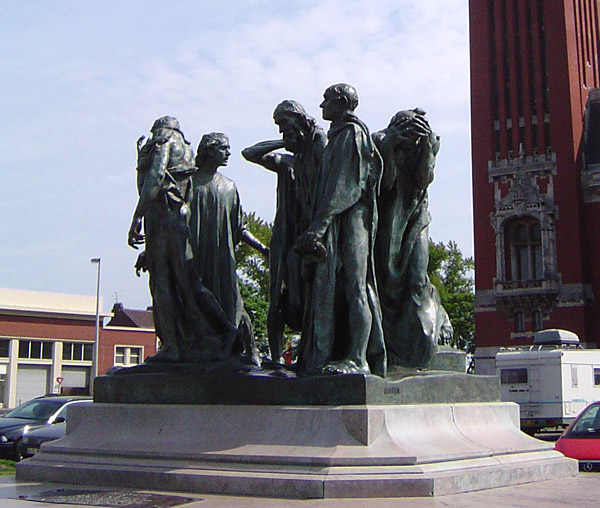
쉰일곱 번째, 칼레의 시민

| 본 문서의 이해를 돕기 위한 비자유 그림이 있습니다. 링크의 파일을 직접 올려 주세요 열한 번째, 롱샹성당 |

## 결방
- 2011년 2월 5일에는 설 특선 영화 《트랜스포머 2 - 패자의 역습》방영 관계로 결방되었다.
- 2011년 6월 21일에는 특집다큐 《그린 밥상》방영 관계로 결방되었다.
- 2011년 8월 16일에는 광복절 특집 《바람의 옷 독도를 품다》방영 관계로 결방되었다.
- 2011년 10월 4일에는 특별기획 《실전창업 프로젝트 180일간의 도전》방영 관계로 결방되었다.
- 2012년 1월 1일에는 신년특집 《하나되는 대한민국 글로벌 KBS 교양국》방영 관계로 결방되었다.
- 2012년 4월 8일에는 《2012 대구 국제 마라톤 대회》 중계 관계로 결방되었다.
- 2012년 4월 22일에는 《2012 투르드 코리아 국제 도로 사이클》개막 경주방송 관계로 결방되었다.

## 같이 보기
- 클래식 오디세이
- TV 미술관
- 예썰의 전당